# Seznam měst v českých zemích podle počtu obyvatel

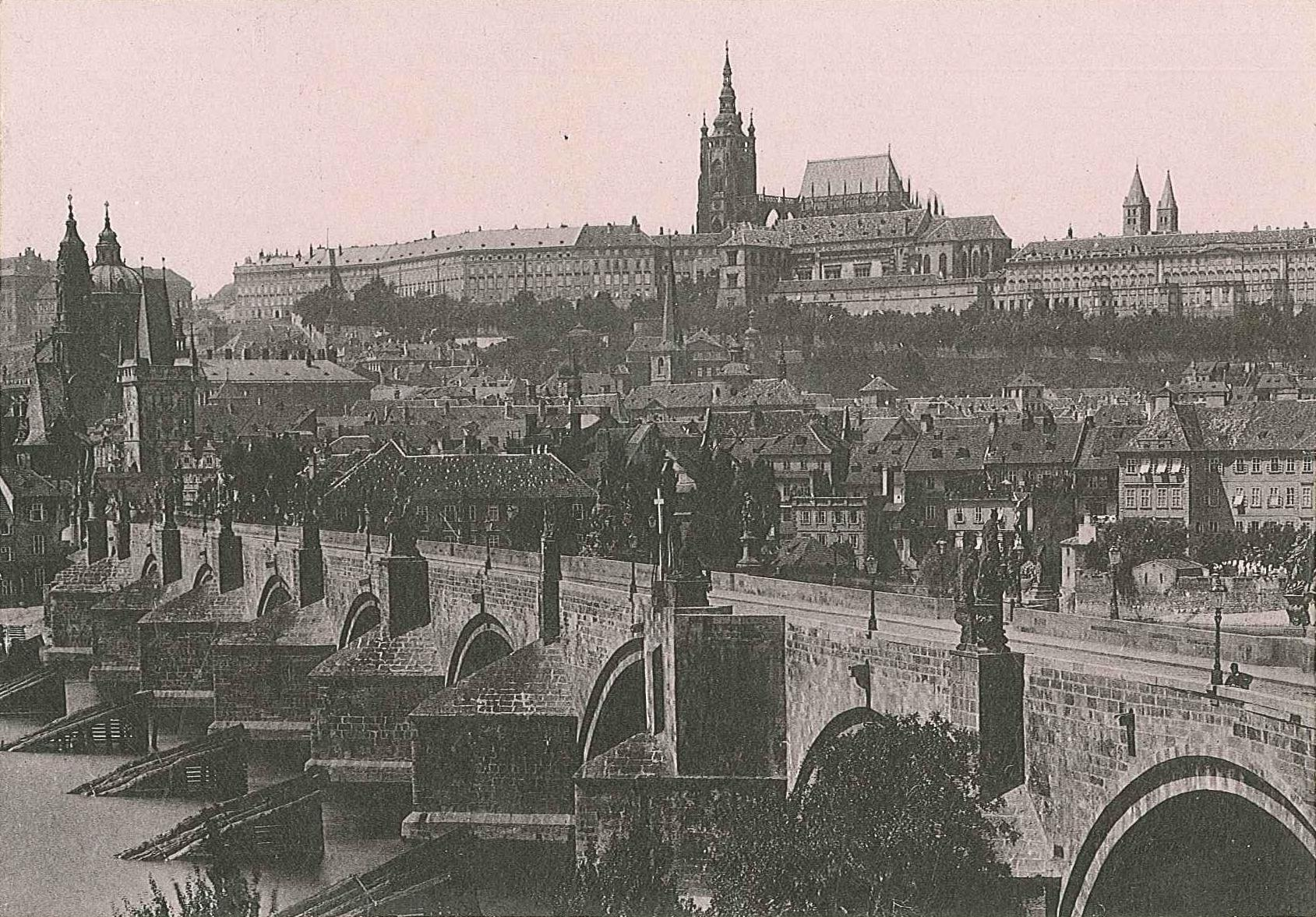
Praha 1880

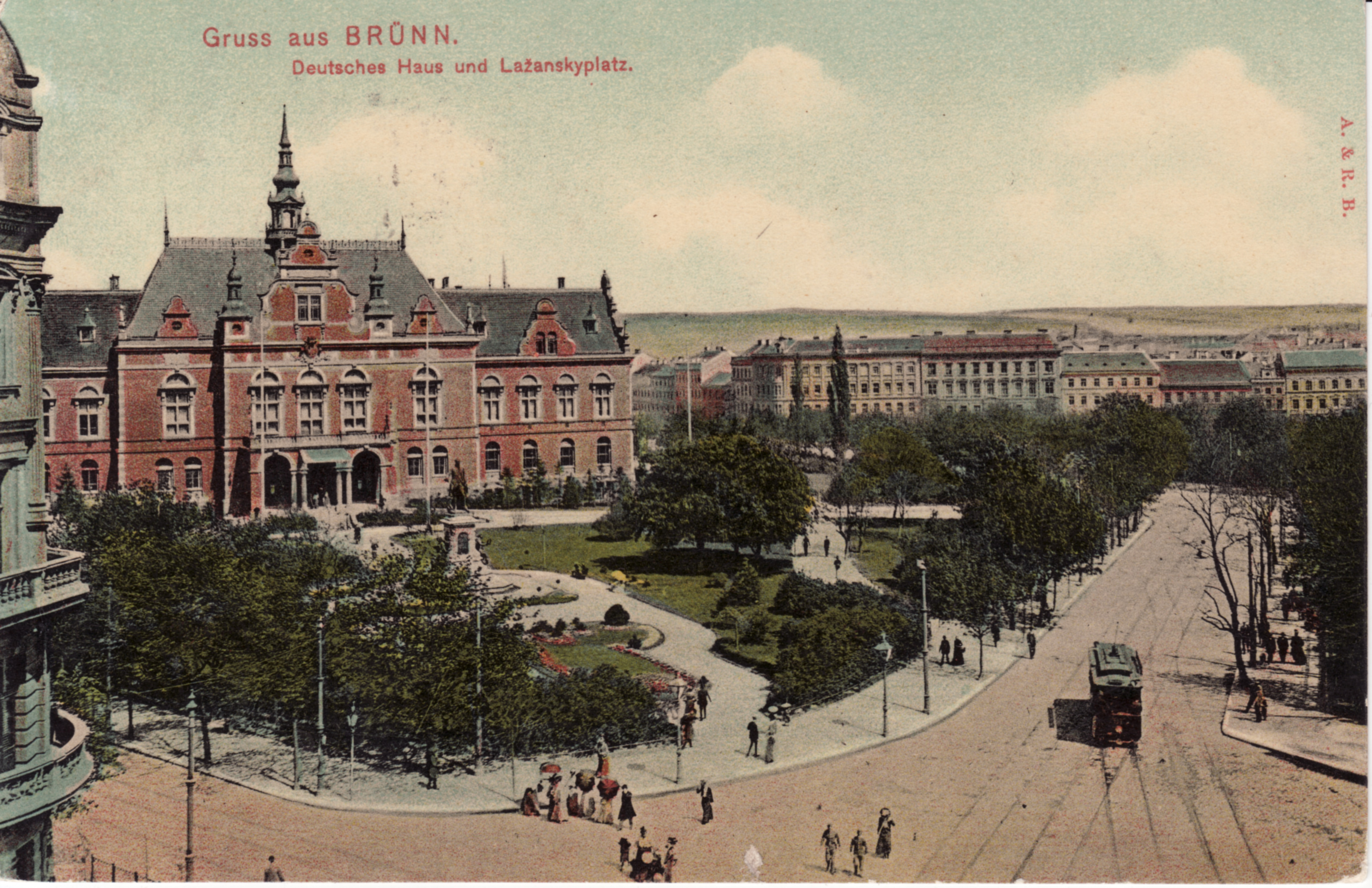
Brno 1900

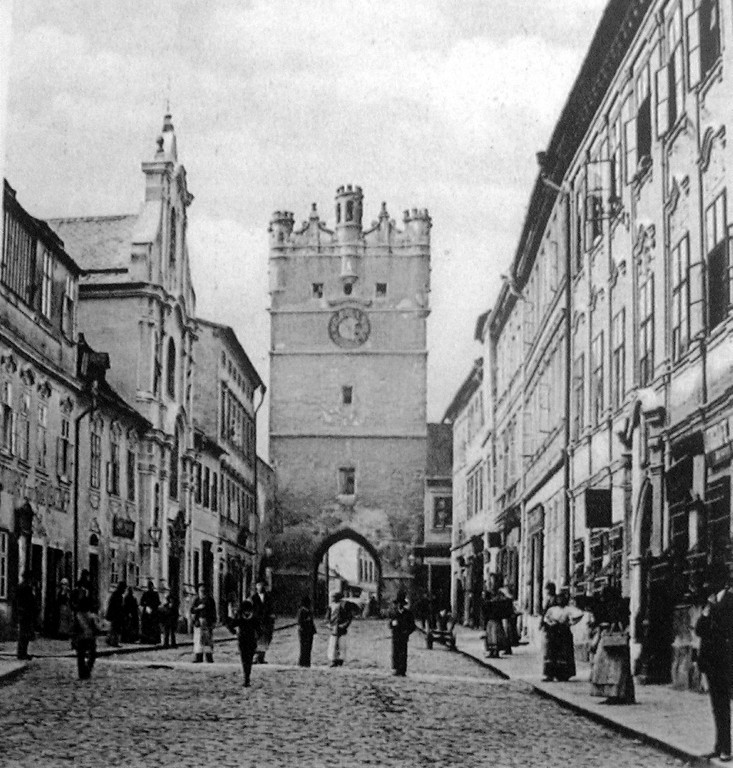
Jihlava 1899

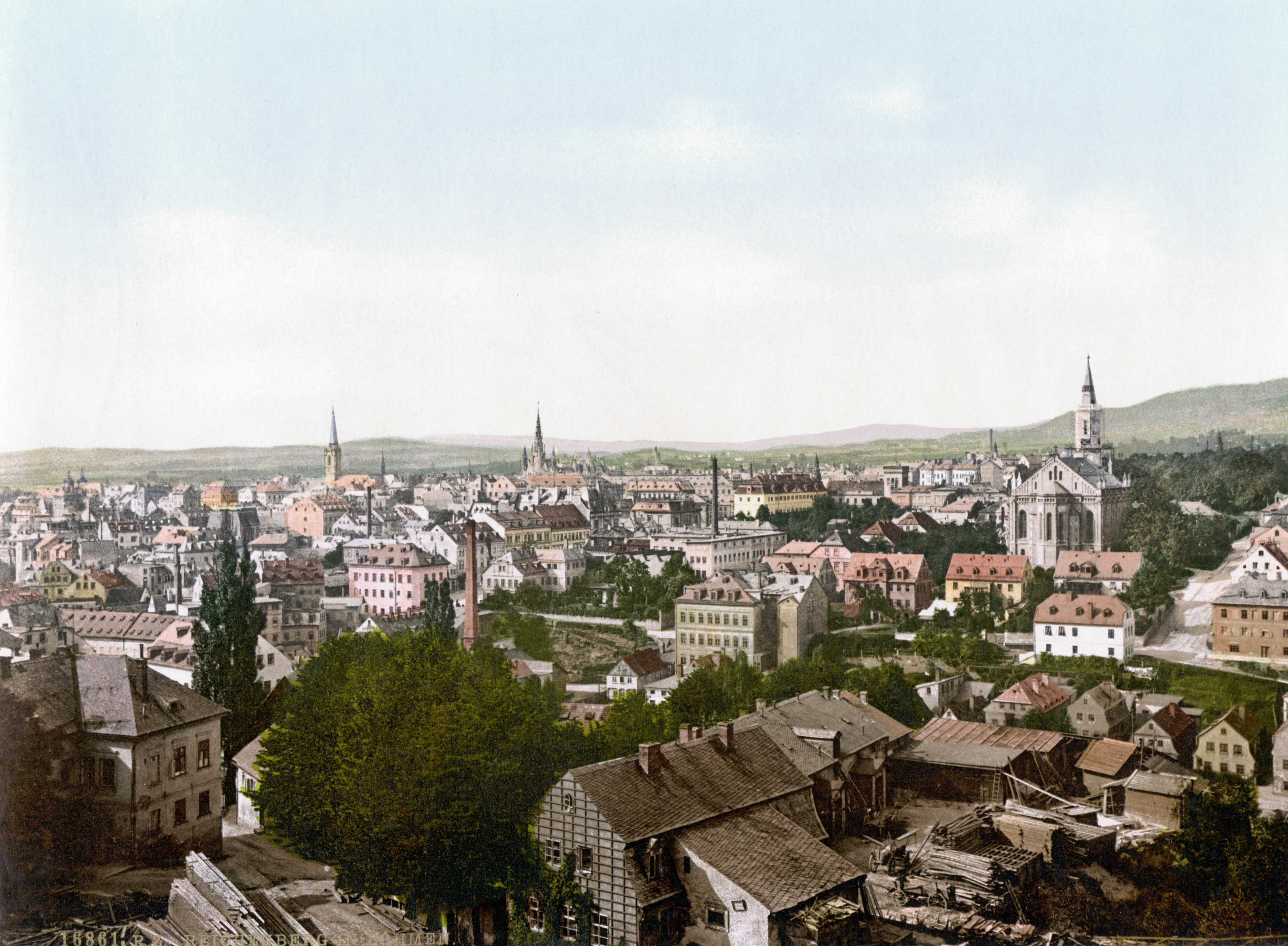
Liberec kolem roku 1900.

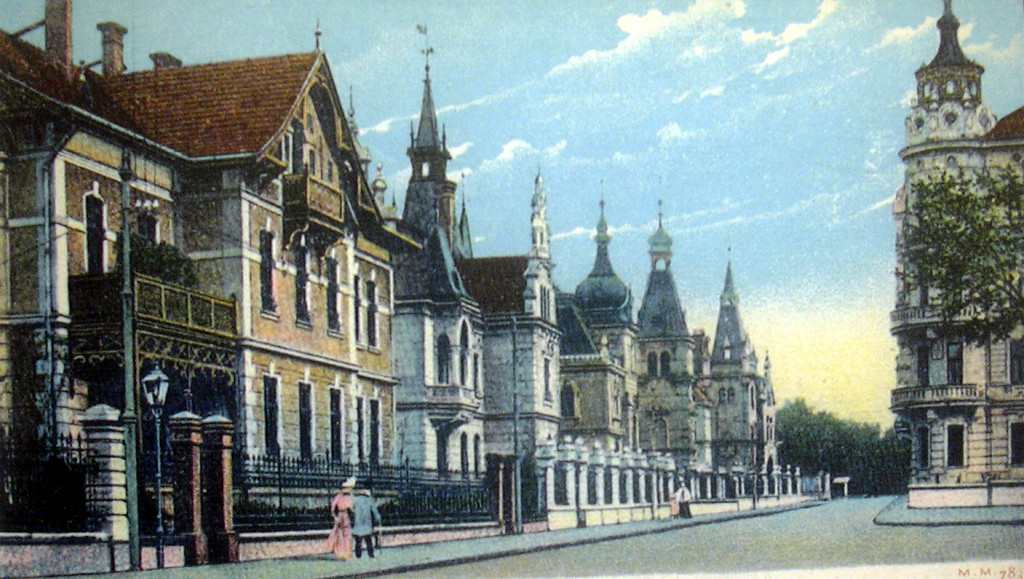
Olomouc 1907

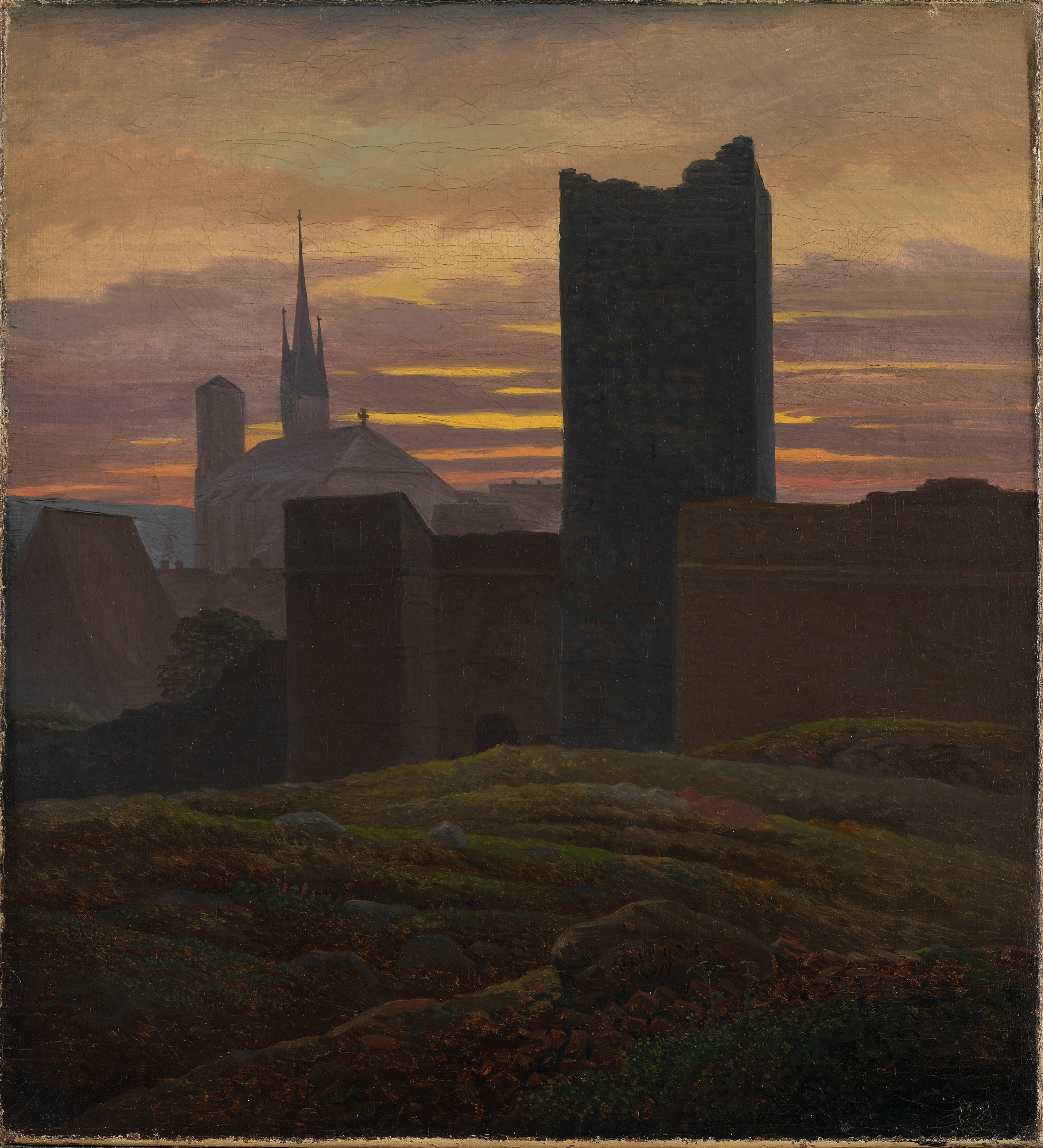
Chebský Hrad 1824

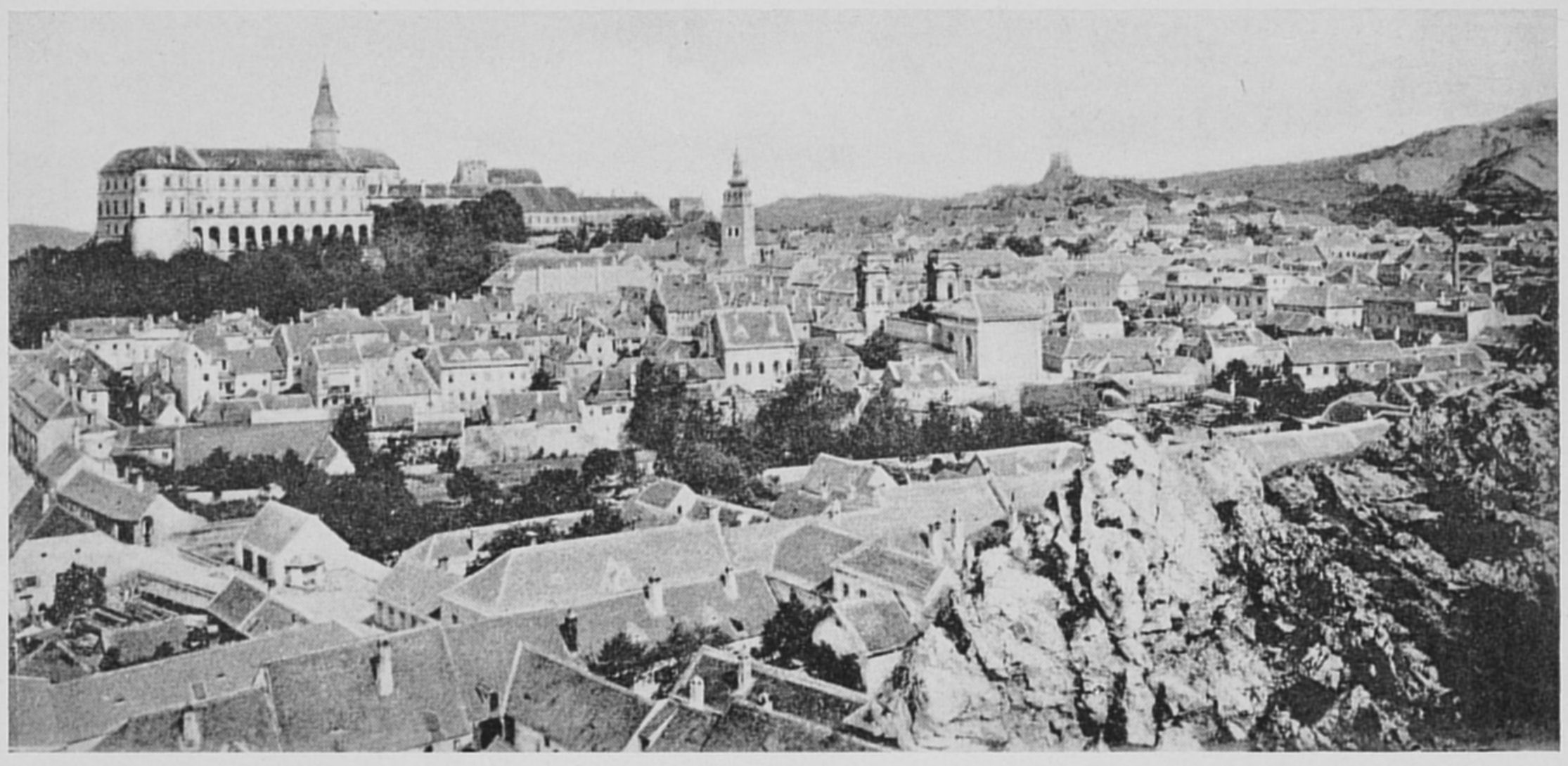
Mikulov 1905

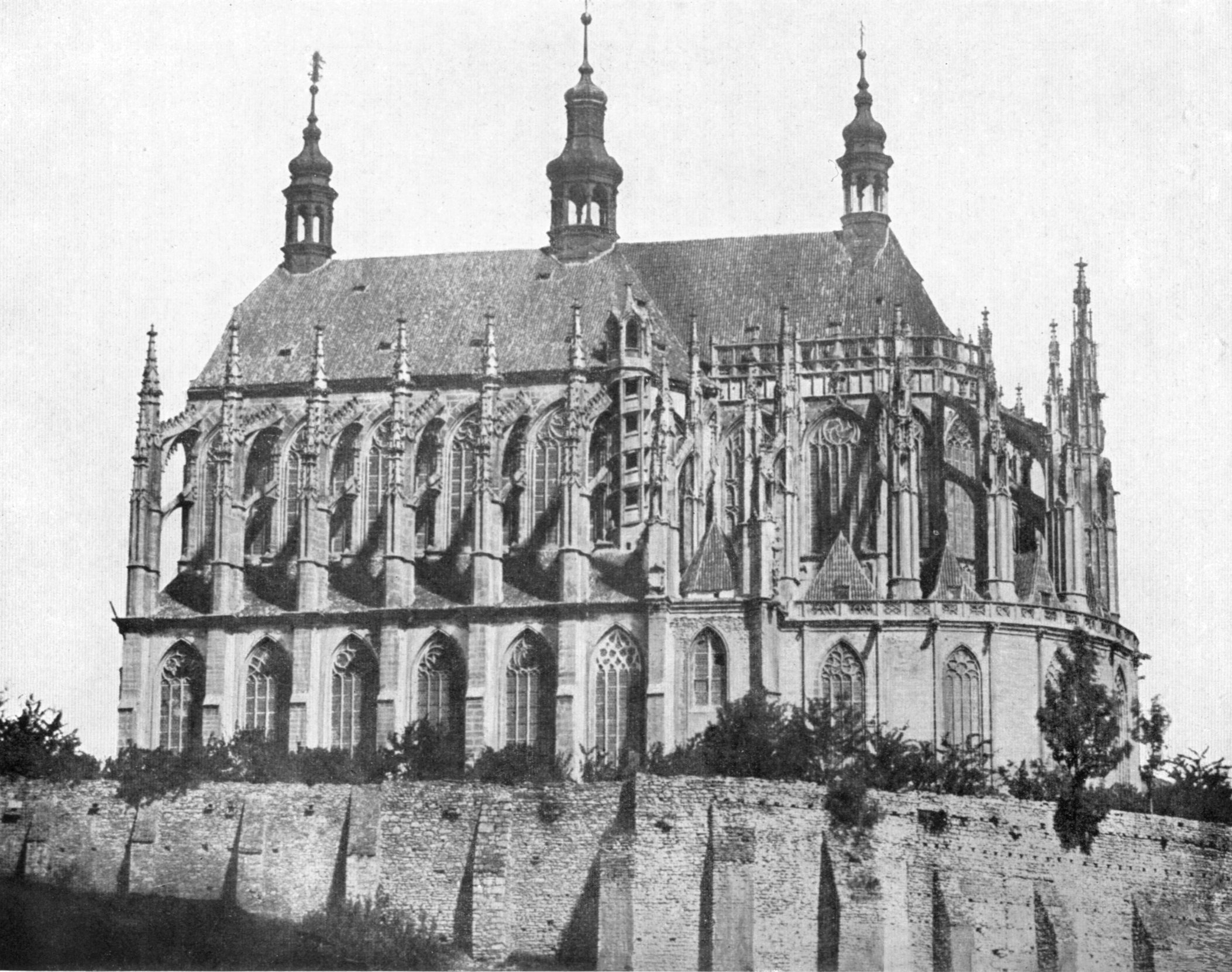
Chrám svaté Barbory v Kutné Hoře, 1856

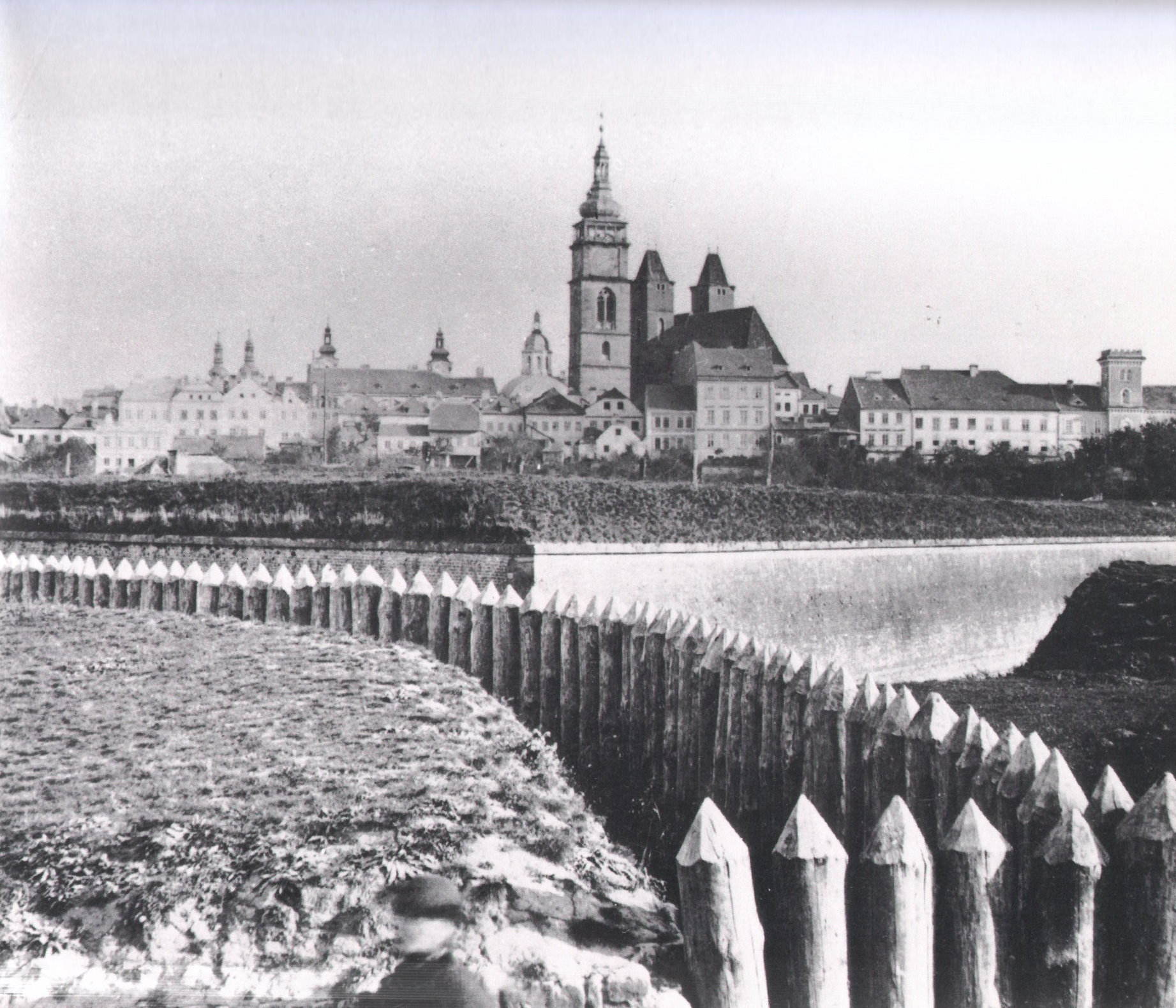
Hradec Králové ještě jako pevnost v roce 1890

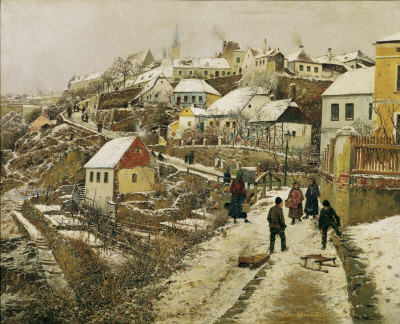
Znojmo 1892

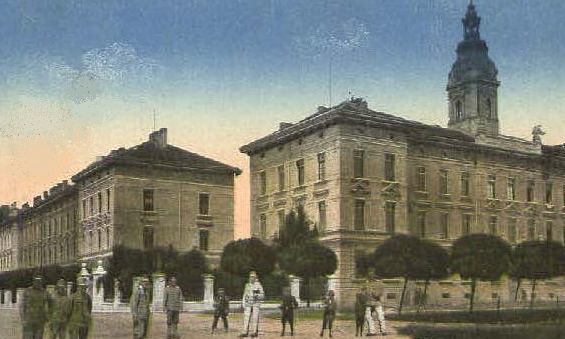
České Budějovice kasárny kolem roku 1900.

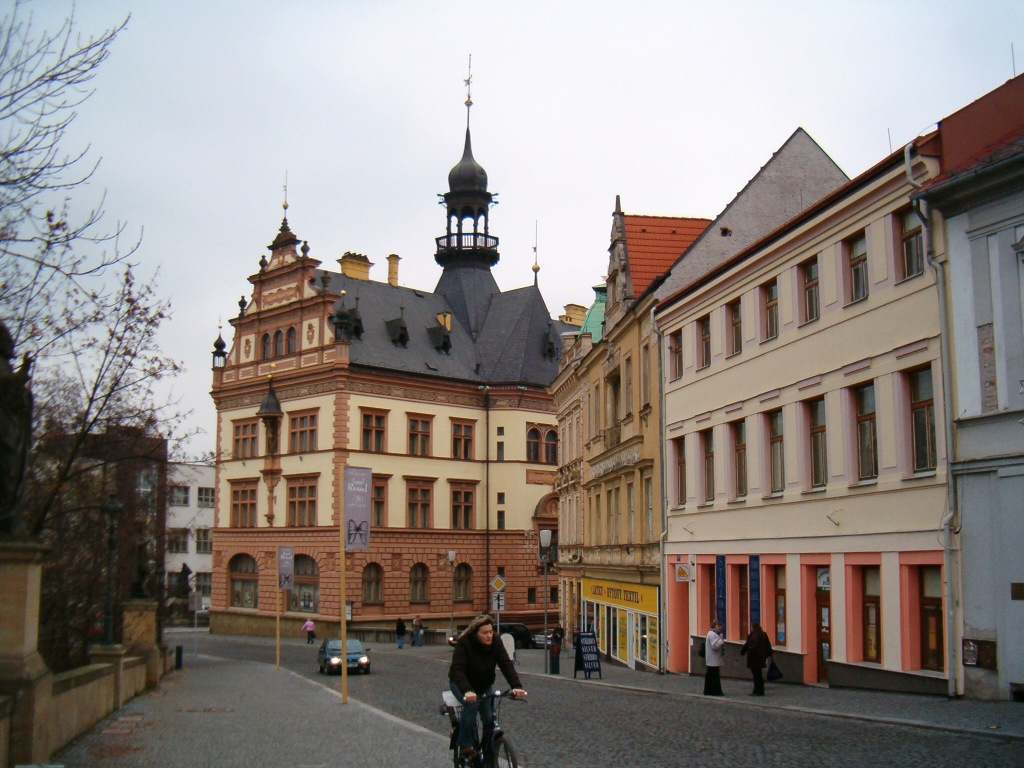
Chrudim

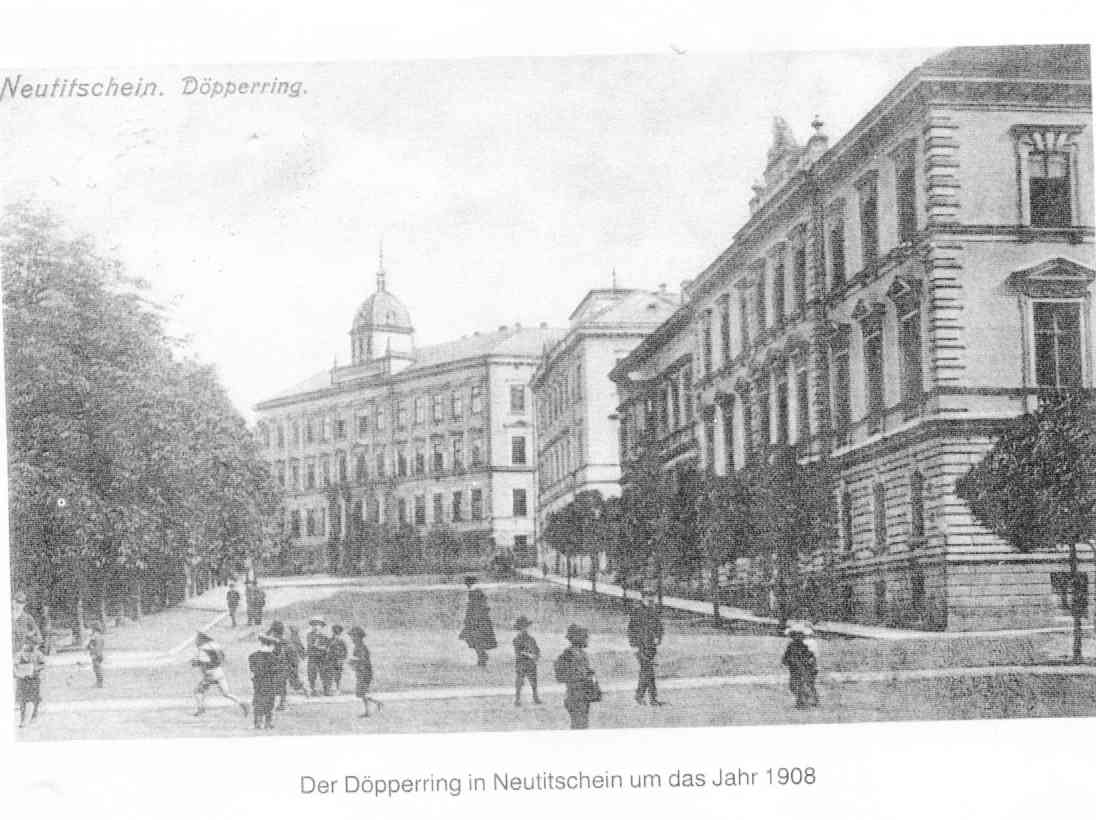
Nový Jičín 1908

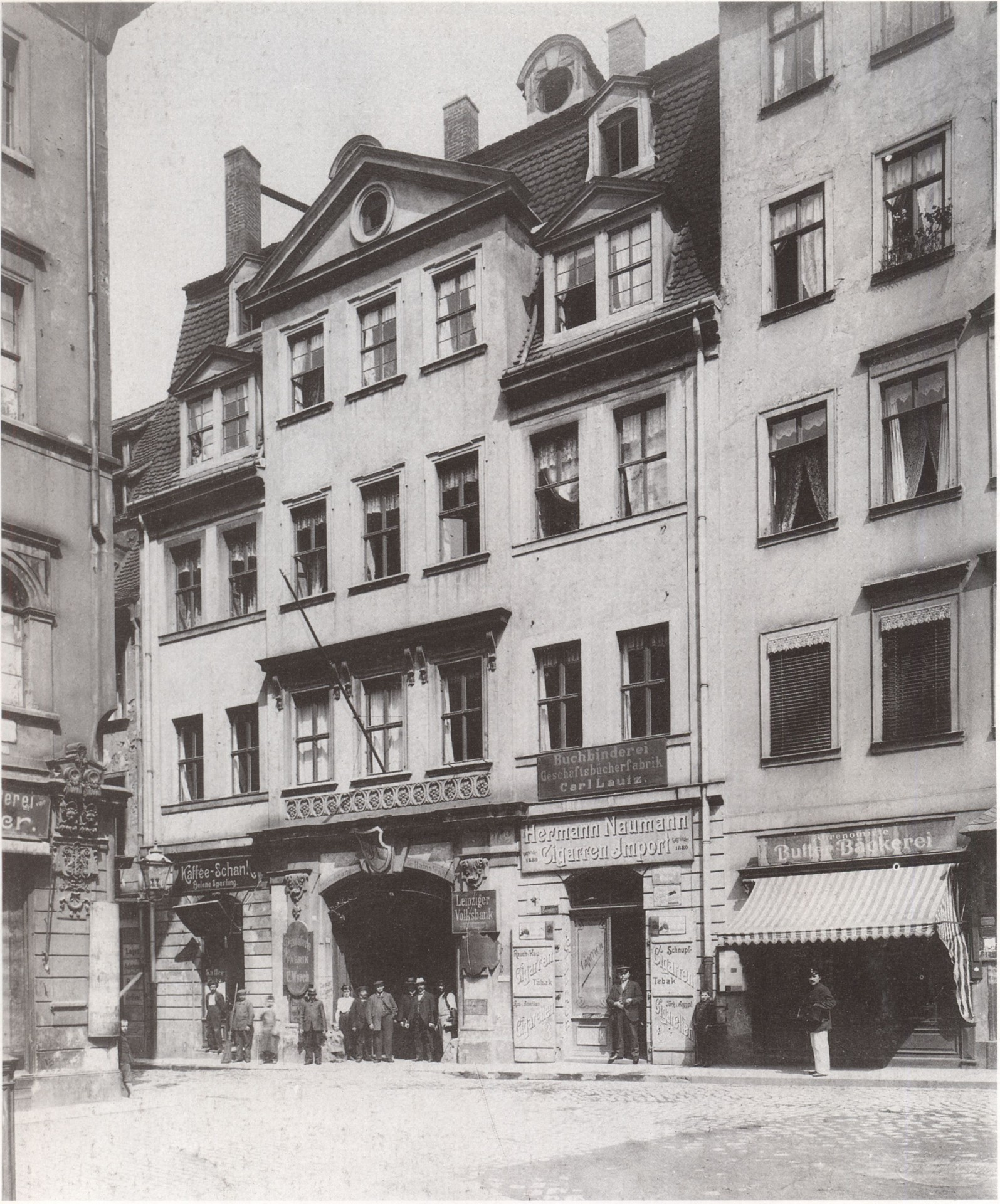
Jáchymov okolo roku 1900

Toto je seznam měst v českých zemích podle počtu obyvatel podle jednotlivých let.

## Seznam měst v českých zemích podle počtu obyvatel v roce 1790
| Pořadí | Město                        | Počet budov | Obyvatel | historicko-územní zařazení                     | Poznámka                                              |
| ------ | ---------------------------- | ----------- | -------- | ---------------------------------------------- | ----------------------------------------------------- |
| 1      | královské hlavní město Praha | 3 221       | 73 780   | královské hlavní město Praha, České království | královské hlavní město                                |
| 2      | Brno                         |             | 20 317   | Brněnský kraj, Moravské markrabství            | královské krajské hlavní město Moravského markrabství |
| 3      | Olomouc                      | 900         | 11 000   | Olomoucký kraj, Moravské markrabství           | královské krajské město                               |
| 4      | Jihlava                      | 1 200       | 10 255   | Jihlavský kraj, Moravské markrabství           | královské krajské horní město                         |
| 5      | Cheb                         |             | 7 544    | Loketský kraj, České království                | královské město                                       |
| 6      | Mikulov                      | 760         | 7 520    | Brněnský kraj, Moravské markrabství            |                                                       |
| 7      | Kutná Hora                   | 716         | 7 000    | Čáslavský kraj, České království               | královské horní město                                 |
| 8      | Liberec                      |             | 6 490    | Boleslavský kraj, České království             |                                                       |
| 9      | Česká Lípa                   | 575         | 6 000    | Litoměřický kraj, České království             |                                                       |
| 10     | České Budějovice             | 632         | 5 537    | Budějovický kraj, České království             | královské krajské město                               |
| 11     | Plzeň                        | 457         | 5 424    | Plzeňský kraj, České království                | královské krajské město                               |
| 12     | Prostějov                    | 510         | 5 314    | Olomoucký kraj, Moravské markrabství           |                                                       |
| 13     | Znojmo                       | 703         | 5 291    | Znojemský kraj, Moravské markrabství           | královské krajské město                               |
| 14     | Chomutov                     | 536         | 5 200    | Žatecký kraj, České království                 | královské město                                       |
| 15     | Hradec Králové               | 717         | 5 019    | Hradecký kraj, České království                | královské krajské věnné město                         |
| 16     | Těšín                        | 574         | 5 000    | Těšínský kraj, České království                | krajské město                                         |
| 17     | Fulnek                       | 400         | 5 000    | Přerovský kraj, Moravské markrabství           |                                                       |
| 18     | Chrudim                      | 623         | 4 700    | Chrudimský kraj, České království              | královské krajské věnné město                         |
| 19     | Jáchymov                     | 617         | 4 319    | Loketský kraj, České království                |                                                       |
| 20     | Šternberk                    | 519         | 4 308    | Olomoucký kraj, Moravské markrabství           |                                                       |
| 21     | Nový Jičín                   | 621         | 4 244    | Přerovský kraj, Moravské markrabství           |                                                       |
| 22     | Vysoké Mýto                  | 585         | 4 095    | Chrudimský kraj, České království              | královské věnné město                                 |
| 23     | Mikulášovice                 | 576         | 4 032    | Litoměřický kraj, České království             |                                                       |
| 24     | Moravská Třebová             | 576         | 4 030    | Olomoucký kraj, Moravské markrabství           |                                                       |
| 25     | Česká Kamenice               | 500         | 4 000    | Litoměřický kraj, České království             |                                                       |
| 26     | Strážnice (okres Hodonín)    |             | 4 000    | Hradišťský kraj, Moravské markrabství          |                                                       |
| 27     | Pardubice                    | 551         | 3 857    | Chrudimský kraj, České království              |                                                       |
| 28     | Český Krumlov                | 547         | 3 820    | Budějovický kraj, České království             |                                                       |
| 29     | Lanškroun                    | 531         | 3 717    | Chrudimský kraj, České království              |                                                       |
| 30     | Žatec                        | 530         | 3 710    | Žatecký kraj,České království                  | královské krajské město                               |
| 31     | Bílsko                       |             | 3 700    | Těšínský kraj, Slezské vévodství               |                                                       |
| 32     | Třebíč                       | 472         | 3 672    | Jihlavský kraj, Moravské markrabství           |                                                       |
| 33     | Boskovice                    | 322         | 3 617    | Brněnský kraj, Moravské markrabství            |                                                       |
| 34     | Litoměřice                   | 515         | 3 605    | Litoměřický kraj, České království             | královské krajské město                               |
| 35     | Starý Jiříkov                | 508         | 3 556    | Litoměřický kraj, České království             |                                                       |
| 36     | Příbor                       |             | 3 500    | Přerovský kraj, Moravské markrabství           |                                                       |
| 37     | Slaný                        | 491         | 3 458    | Rakovnícký kraj, České království              | královské krajské město                               |
| 38     | Velké Meziříčí               | 396         | 3 403    | Jihlavský kraj, Moravské markrabství           |                                                       |
| 39     | Lipník nad Bečvou            | 405         | 3 395    | Přerovský kraj, Moravské markrabství           |                                                       |
| 40     | Šumperk                      | 446         | 3 334    | Olomoucký kraj, Moravské markrabství           |                                                       |
| 41     | Litomyšl                     | 469         | 3 285    | Chrudimský kraj, České království              |                                                       |
| 42     | Hranice (okres Přerov)       | 81          | 3 225    | Přerovský kraj, Moravské markrabství           | krajské město                                         |
| 43     | Louny                        | 298         | 3 200    | Žatecký kraj, České království                 |                                                       |
| 44     | Horní Slavkov                | 456         | 3 192    | Loketský kraj, České království                |                                                       |
| 45     | Klatovy                      | 455         | 3 185    | Klatovský kraj, České království               | královské krajské město                               |
| 46     | Kadaň                        | 454         | 3 187    | Žatecký kraj, České království                 | královské město                                       |
| 47     | Kroměříž                     | 410         | 3 170    | Přerovský kraj, Moravské markrabství           |                                                       |
| 48     | Skuteč                       | 443         | 3 101    | Chrudimský kraj, České království              |                                                       |
| 49     | Polička                      | 439         | 3 073    | Chrudimský kraj, České království              | královské věnné město                                 |
| 50     | Jaroměř                      | 438         | 3 066    | Hradecký kraj, České království                | královské věnné město                                 |
| 51     | Nové Město na Moravě         | 401         | 3 012    | Olomoucký kraj, Moravské markrabství           |                                                       |
| 52     | Domažlice                    | 430         | 3 010    | Klatovský kraj, České království               | královské město                                       |
| 53     | Karlovy Vary                 | 581         | 3 000    | Loketský kraj, České království                | královské město                                       |
| 54     | Opava                        | 500         | 3 000    | Opavský kraj, Slezské vévodství                | královské krajské hlavní město Slezského vévodství    |
| 55     | Tachov                       | 417         | 3 000    | Plzeňský kraj, České království                |                                                       |
| 56     | Uherský Brod                 | 481         | 2 912    | Hradišťský kraj, Moravské markrabství          | královské město                                       |
| 57     | Broumov                      | 515         | 2 905    | Hradecký kraj, České království                |                                                       |
| 58     | Telč                         | 410         | 2 808    | Jihlavský kraj, Moravské markrabství           |                                                       |
| 59     | Ivančice                     | 471         | 2 804    | Znojemský kraj, Moravské markrabství           | královské město                                       |
| 60     | Kolín                        | 400         | 2 800    | Kouřimský kraj, České království               | královské město                                       |
| 61     | Kojetín                      | 203         | 2 754    | Olomoucký kraj, Moravské markrabství           |                                                       |
| 62     | Tábor                        | 387         | 2 709    | Táborský kraj, České království                |                                                       |
| 63     | Mladá Boleslav               | 382         | 2 674    | Boleslavský kraj,České království              | královské krajské město                               |
| 64     | Nový Bydžov                  | 379         | 2 653    | Bydžovský kraj, České království               | královské věnné město                                 |
| 65     | Vsetín                       | 391         | 2 624    | Hradišťský kraj, Moravské markrabství          |                                                       |
| 66     | Vyškov                       | 292         | 2 590    | Brněnský kraj, Moravské markrabství            |                                                       |
| 67     | Svitavy                      | 424         | 2 517    | Olomoucký kraj, Moravské markrabství           |                                                       |
| 68     | Bzenec                       | 394         | 2 514    | Hradišťský kraj, Moravské markrabství          | královské město                                       |
| 69     | Most                         | 406         | 2 500    | Žatecký kraj, České království                 | královské město                                       |
| 70     | Vizovice                     | 504         | 2 472    | Hradišťský kraj, Moravské markrabství          |                                                       |
| 71     | Místek                       | 396         | 2 420    | Přerovský kraj, Moravské markrabství           |                                                       |
| 72     | Turnov                       | 306         | 2 200    | Boleslavský kraj, České království             |                                                       |
| 73     | Litovel                      | 383         | 2 162    | Olomoucký kraj, Moravské markrabství           | královské město                                       |
| 74     | Čáslav                       | 283         | 2 060    | Čáslavský kraj, České království               | královské krajské město                               |
| 75     | Slavonice                    | 345         | 2 000    | Jihlavský kraj, Moravské markrabství           |                                                       |
| 76     | Frýdek                       |             | 2 000    | Těšínský kraj, Slezské vévodství               |                                                       |

## Seznam měst v českých zemích podle počtu obyvatel v roce 1830
| Pořadí | Město                        | Obyvatel | historicko-územní zařazení                     | Poznámka                                              |
| ------ | ---------------------------- | -------- | ---------------------------------------------- | ----------------------------------------------------- |
| 1      | královské hlavní město Praha | 103 670  | královské hlavní město Praha, České království | královské hlavní město                                |
| 2      | Brno                         | 36 626   | Brněnský kraj, Moravské markrabství            | královské krajské hlavní město Moravského markrabství |
| 3      | Jihlava                      | 14 159   | Jihlavský kraj, Moravské markrabství           | královské krajské horní město                         |
| 4      | Liberec                      | 10 933   | Boleslavský kraj, České království             |                                                       |
| 5      | Kutná Hora                   | 9 482    | Čáslavský kraj, České království               | královské horní město                                 |
| 6      | Olomouc                      | 9 258    | Olomoucký kraj, Moravské markrabství           | královské krajské město                               |
| 7      | Plzeň                        | 9 210    | Plzeňský kraj, České království                | královské krajské město                               |
| 8      | Mikulov                      | 7 998    | Brněnský kraj, Moravské markrabství            |                                                       |
| 9      | Prostějov                    | 7 670    | Olomoucký kraj, Moravské markrabství           |                                                       |
| 10     | Opava                        | 7 543    | Opavský kraj, Slezské vévodství                | královské krajské hlavní město Slezského vévodství    |
| 11     | České Budějovice             | 7 426    | Budějovický kraj, České království             | královské krajské město                               |
| 12     | Nový Jičín                   | 6 864    | Přerovský kraj, Moravské markrabství           |                                                       |
| 13     | Cheb                         | 6 564    | Loketský kraj, České království                | královské město                                       |
| 14     | Kolín                        | 6 197    | Kouřimský kraj, České království               | královské město                                       |
| 15     | Šternberk                    | 6 159    | Olomoucký kraj, Moravské markrabství           |                                                       |
| 16     | Bílsko                       | 6 121    | Těšínský kraj, Slezské vévodství               |                                                       |
| 17     | Klatovy                      | 5 929    | Klatovský kraj, České království               | královské krajské město                               |
| 18     | Chrudim                      | 5 764    | Chrudimský kraj, České království              | královské krajské věnné město                         |
| 19     | Domažlice                    | 5 748    | Klatovský kraj, České království               | královské město                                       |
| 20     | Krnov                        | 5 700    | Těšínský kraj, Slezské vévodství               | královské město                                       |
| 21     | Hranice (okres Přerov)       | 5 503    | Přerovský kraj, Moravské markrabství           | krajské město                                         |
| 22     | Znojmo                       | 5 229    | Znojemský kraj, Moravské markrabství           | královské krajské město                               |
| 23     | Česká Lípa                   | 5 165    | Litoměřický kraj, České království             |                                                       |
| 24     | Jindřichův Hradec            | 5 029    | Táborský kraj, České království                |                                                       |
| 25     | Žatec                        | 5 017    | Žatecký kraj,České království                  | královské krajské město                               |
| 26     | Holešov                      | 5 011    | Hradišťský kraj, Moravské markrabství          |                                                       |
| 27     | Polná                        | 4 835    | Čáslavský kraj, České království               |                                                       |
| 28     | Příbor                       | 4 825    | Přerovský kraj, Moravské markrabství           |                                                       |
| 29     | Kraslice                     | 4 732    | Hradišťský kraj, Moravské markrabství          |                                                       |
| 30     | Vysoké Mýto                  | 4 654    | Chrudimský kraj, České království              | královské věnné město                                 |
| 31     | Sušice                       | 4 595    | Prácheňský kraj, České království              | královské město                                       |
| 32     | Litomyšl                     | 4 561    | Chrudimský kraj, České království              |                                                       |
| 33     | Dvůr Králové nad Labem       | 4 518    | Hradecký kraj, České království                | královské věnné město                                 |
| 34     | Český Krumlov                | 4 477    | Budějovický kraj, České království             |                                                       |
| 35     | Třeboň                       | 4 427    | Budějovický kraj, České království             |                                                       |
| 36     | Jáchymov                     | 4 371    | Loketský, České království                     |                                                       |
| 37     | Písek                        | 4 333    | Prácheňský kraj, České království              | královské krajské město                               |
| 38     | Lanškroun                    | 4 329    | Chrudimský kraj, České království              |                                                       |
| 39     | Šumperk                      | 4 310    | Olomoucký kraj, Moravské markrabství           |                                                       |
| 40     | Kroměříž                     | 4 240    | Přerovský kraj, Moravské markrabství           |                                                       |
| 41     | Frenštát pod Radhoštěm       | 4 219    | Přerovský kraj, Moravské markrabství           |                                                       |
| 42     | Nový Bydžov                  | 4 179    | Bydžovský kraj, České království               | královské věnné město                                 |
| 43     | Tábor                        | 4 167    | Táborský kraj, České království                |                                                       |
| 44     | Strážnice (okres Hodonín)    | 4 008    | Hradišťský kraj, Moravské markrabství          |                                                       |
| 45     | Rychnov nad Kněžnou          | 3 997    | Hradecký kraj, České království                |                                                       |
| 46     | Litoměřice                   | 3 952    | Litoměřický kraj, České království             | královské krajské město                               |
| 47     | Jičín                        | 3 927    | Bydžovský kraj, České království               | krajské město                                         |
| 48     | Příbram                      | 3 908    | Berounský kraj, České království               |                                                       |
| 49     | Polička                      | 3 880    | Chrudimský kraj, České království              | královské věnné město                                 |
| 50     | Chomutov                     | 3 874    | Žatecký kraj, České království                 | královské město                                       |
| 51     | Hradec Králové               | 3 818    | Hradecký kraj, České království                | královské krajské věnné město                         |
| 52     | Zlaté Hory                   | 3 795    | Opavský kraj, Slezské vévodství                |                                                       |
| 53     | Havlíčkův Brod               | 3 770    | Čáslavský kraj, České království               | královské město                                       |
| 54     | Lipník nad Bečvou            | 3 739    | Přerovský kraj, Moravské markrabství           |                                                       |
| 55     | Slaný                        | 3 735    | Rakovnícký kraj, České království              | královské krajské město                               |
| 56     | Turnov                       | 3 731    | Boleslavský kraj, České království             |                                                       |
| 57     | Pardubice                    | 3 719    | Chrudimský kraj, České království              |                                                       |
| 58     | Přerov                       | 3 664    | Přerovský kraj, Moravské markrabství           | královské město                                       |
| 59     | Horní Slavkov                | 3 661    | Loketský kraj, České království                |                                                       |
| 60     | Cvikov                       | 3 643    | Boleslavský kraj, České království             |                                                       |
| 61     | Mladá Boleslav               | 3 590    | Boleslavský kraj,České království              | královské krajské město                               |
| 62     | Bruntál                      | 3 560    | Olomoucký kraj, Moravské markrabství           | královské město                                       |
| 63     | Třebíč                       | 3 513    | Jihlavský kraj, Moravské markrabství           |                                                       |
| 64     | Moravská Třebová             | 3 506    | Olomoucký kraj, Moravské markrabství           |                                                       |
| 65     | Mohelnice                    | 3 496    | Olomoucký kraj, Moravské markrabství           |                                                       |
| 66     | Jaroměř                      | 3 491    | Hradecký kraj, České království                | královské věnné město                                 |
| 67     | Čáslav                       | 3 485    | Čáslavský kraj, České království               | královské krajské město                               |
| 68     | Svitavy                      | 3 479    | Olomoucký kraj, Moravské markrabství           |                                                       |
| 69     | Humpolec                     | 3 472    | Čáslavský kraj, České království               |                                                       |
| 70     | Fulnek                       | 3 450    | Přerovský kraj, Moravské markrabství           |                                                       |
| 71     | Bílovec                      | 3 435    | Opavský kraj, Slezské vévodství                |                                                       |
| 72     | Rumburk                      | 3 405    | Litoměřický kraj, České království             |                                                       |
| 73     | Skuteč                       | 3 398    | Chrudimský kraj, České království              |                                                       |
| 74     | Těšín                        | 3 394    | Těšínský kraj, České království                | krajské město                                         |
| 75     | Nové Město na Moravě         | 3 393    | Olomoucký kraj, Moravské markrabství           |                                                       |
| 76     | Mimoň                        | 3 356    | Boleslavský kraj, České království             |                                                       |
| 77     | Kynšperk nad Ohří            | 3 302    | Loketský kraj, České království                |                                                       |
| 78     | Telč                         | 3 273    | Jihlavský kraj, Moravské markrabství           |                                                       |
| 79     | Kadaň                        | 3 261    | Žatecký kraj, České království                 | královské město                                       |
| 80     | Frýdlant                     | 3 219    | Boleslavský kraj, České království             |                                                       |
| 81     | Chotěboř                     | 3 169    | Čáslavský kraj, České království               | královské věnné město                                 |
| 82     | Pelhřimov                    | 3 164    | Táborský kraj, České království                | královské město                                       |
| 83     | Stříbro (okres Tachov)       | 3 134    | Plzeňský kraj, České království                | královské město                                       |
| 84     | Hořice                       | 3 113    | Bydžovský kraj, České království               |                                                       |
| 85     | Vrchlabí                     | 3 104    | Bydžovský kraj, České království               |                                                       |
| 86     | Šluknov                      | 3 103    | Litoměřický kraj, České království             |                                                       |
| 87     | Karlovy Vary                 | 3 051    | Loketský kraj, České království                | královské město                                       |
| 88     | Vejprty                      | 3 040    | Loketský kraj, České království                |                                                       |
| 89     | Most                         | 3 013    | Žatecký kraj, České království                 | královské město                                       |
| 90     | Vyškov                       | 3 004    | Brněnský kraj, Moravské markrabství            |                                                       |
| 91     | Mnichovo Hradiště            | 2 990    | Boleslavský kraj, České království             |                                                       |
| 92     | Broumov                      | 2 977    | Hradecký kraj, České království                |                                                       |
| 93     | Poděbrady                    | 2 945    | Bydžovský kraj, České království               |                                                       |
| 94     | Bzenec                       | 2 921    | Hradišťský kraj, Moravské markrabství          | královské město                                       |
| 95     | Rokycany                     | 2 919    | Plzeňský kraj, České království                | královské město                                       |
| 96     | Ústí nad Orlicí              | 2 918    | Chrudimský kraj, České království              |                                                       |
| 97     | Jevíčko                      | 2 888    | Olomoucký kraj, Moravské markrabství           | královské město                                       |
| 98     | Týn nad Vltavou              | 2 884    | Budějovický kraj, České království             | královské město                                       |
| 99     | Prachatice                   | 2 859    | Prácheňský kraj, České království              |                                                       |
| 100    | Odry                         | 2 858    | Opavský kraj, Slezské vévodství                |                                                       |

## Seznam měst v českých zemích podle počtu obyvatel v roce 1831
| Pořadí | Město                        | Obyvatel | historicko-územní zařazení                     | Poznámka                                              |  |
| ------ | ---------------------------- | -------- | ---------------------------------------------- | ----------------------------------------------------- |  |
| 1      | královské hlavní město Praha | 102 416  | královské hlavní město Praha, České království | královské hlavní město                                |  |
| 2      | Brno                         | 35 946   | Brněnský kraj, Moravské markrabství            | královské krajské hlavní město Moravského markrabství |  |
| 3      | Jihlava                      | 15 070   | Jihlavský kraj, Moravské markrabství           | královské krajské horní město                         |  |
| 4      | Opava                        | 13 802   | Opavský kraj, Slezské vévodství                | královské krajské hlavní město Slezského vévodství    |  |
| 5      | Olomouc                      | 12 808   | Olomoucký kraj, Moravské markrabství           | královské krajské město                               |  |
| 6      | Liberec                      | 10 595   | Boleslavský kraj, České království             |                                                       |  |
| 7      | Kutná Hora                   | 10 338   | Čáslavský kraj, České království               | královské horní město                                 |  |
| 8      | Cheb                         | 9 889    | Loketský kraj, České království                | královské město                                       |  |
| 9      | Šternberk                    | 8 687    | Olomoucký kraj, Moravské markrabství           |                                                       |  |
| 10     | Plzeň                        | 8 534    | Plzeňský kraj, České království                | královské krajské město                               |  |
| 11     | Mikulov                      | 8 053    | Brněnský kraj, Moravské markrabství            |                                                       |  |
| 12     | Prostějov                    | 8 043    | Olomoucký kraj, Moravské markrabství           |                                                       |  |
| 13     | České Budějovice             | 7 512    | Budějovický kraj, České království             | královské krajské město                               |  |
| 14     | Jindřichův Hradec            | 7 026    | Táborský kraj, České království                |                                                       |  |
| 15     | Těšín                        | 6 935    | Těšínský kraj, České království                | krajské město                                         |  |
| 16     | Nový Jičín                   | 6 864    | Přerovský kraj, Moravské markrabství           |                                                       |  |
| 17     | Bílsko                       | 6 227    | Těšínský kraj, Slezské vévodství               |                                                       |  |
| 18     | Rokycany                     | 6 184    | Plzeňský kraj, České království                | královské město                                       |  |
| 19     | Klatovy                      | 6 000    | Klatovský kraj, České království               | královské krajské město                               |  |
| 20     | Domažlice                    | 5 975    | Klatovský kraj, České království               | královské město                                       |  |
| 21     | Kolín                        | 5 878    | Kouřimský kraj, České království               | královské město                                       |  |
| 22     | Třebíč                       | 5 790    | Jihlavský kraj, Moravské markrabství           |                                                       |  |
| 23     | Písek                        | 5 756    | Prácheňský kraj, České království              | královské krajské město                               |  |
| 24     | Krnov                        | 5 700    | Těšínský kraj, Slezské vévodství               | královské město                                       |  |
| 25     | Chrudim                      | 5 657    | Chrudimský kraj, České království              | královské krajské věnné město                         |  |
| 26     | Lipník nad Bečvou            | 5 400    | Přerovský kraj, Moravské markrabství           |                                                       |  |
| 27     | Znojmo                       | 5 295    | Znojemský kraj, Moravské markrabství           | královské krajské město                               |  |
| 28     | Hranice (okres Přerov)       | 5 261    | Přerovský kraj, Moravské markrabství           | krajské město                                         |  |
| 29     | Bílovec                      | 5 207    | Opavský kraj, Slezské vévodství                |                                                       |  |
| 30     | Česká Lípa                   | 5 150    | Litoměřický kraj, České království             |                                                       |  |
| 31     | Holešov                      | 5 057    | Hradišťský kraj, Moravské markrabství          |                                                       |  |
| 32     | Kroměříž                     | 4 962    | Přerovský kraj, Moravské markrabství           |                                                       |  |
| 33     | Boskovice                    | 4 887    | Brněnský kraj, Moravské markrabství            |                                                       |  |
| 34     | Žatec                        | 4 869    | Žatecký kraj,České království                  | královské krajské město                               |  |
| 35     | Strážnice (okres Hodonín)    | 4 861    | Hradišťský kraj, Moravské markrabství          |                                                       |  |
| 36     | Kraslice                     | 4 822    | Hradišťský kraj, Moravské markrabství          |                                                       |  |
| 37     | Mladá Boleslav               | 4 749    | Boleslavský kraj,České království              | královské krajské město                               |  |
| 38     | Moravská Třebová             | 4 671    | Olomoucký kraj, Moravské markrabství           |                                                       |  |
| 39     | Vysoké Mýto                  | 4 644    | Chrudimský kraj, České království              | královské věnné město                                 |  |
| 40     | Český Krumlov                | 4 568    | Budějovický kraj, České království             |                                                       |  |
| 41     | Litomyšl                     | 4 567    | Chrudimský kraj, České království              |                                                       |  |
| 42     | Příbor                       | 4 471    | Přerovský kraj, Moravské markrabství           |                                                       |  |
| 43     | Jáchymov                     | 4 423    | Loketský, České království                     |                                                       |  |
| 44     | Šumperk                      | 4 368    | Olomoucký kraj, Moravské markrabství           |                                                       |  |
| 45     | Frenštát pod Radhoštěm       | 4 323    | Přerovský kraj, Moravské markrabství           |                                                       |  |
| 46     | Lanškroun                    | 4 310    | Chrudimský kraj, České království              |                                                       |  |
| 47     | Polná                        | 4 307    | Čáslavský kraj, České království               |                                                       |  |
| 48     | Dvůr Králové nad Labem       | 4 249    | Hradecký kraj, České království                | královské věnné město                                 |  |
| 49     | Přerov                       | 4 102    | Přerovský kraj, Moravské markrabství           | královské město                                       |  |
| 50     | Příbram                      | 4 078    | Berounský kraj, České království               |                                                       |  |
| 51     | Hradec Králové               | 4 019    | Hradecký kraj, České království                | královské věnné město                                 |  |
| 52     | Rychnov nad Kněžnou          | 4 006    | Hradecký kraj, České království                |                                                       |  |
| 53     | Zlaté Hory                   | 3 980    | Opavský kraj, Slezské vévodství                |                                                       |  |
| 54     | Velké Meziříčí               | 3 975    | Jihlavský kraj, Moravské markrabství           |                                                       |  |
| 55     | Havlíčkův Brod               | 3 944    | Čáslavský kraj, České království               | královské město                                       |  |
| 56     | Nový Bydžov                  | 3 929    | Bydžovský kraj, České království               | královské věnné město                                 |  |
| 57     | Chomutov                     | 3 747    | Žatecký kraj, České království                 | královské město                                       |  |
| 58     | Horní Slavkov                | 3 697    | Loketský kraj, České království                |                                                       |  |
| 59     | Rumburk                      | 3 620    | Litoměřický kraj, České království             |                                                       |  |
| 60     | Jičín                        | 3 615    | Bydžovský kraj, České království               | krajské město                                         |  |
| 61     | Mohelnice                    | 3 599    | Olomoucký kraj, Moravské markrabství           |                                                       |  |
| 62     | Polička                      | 3 598    | Chrudimský kraj, České království              | královské věnné město                                 |  |
| 63     | Slaný                        | 3 576    | Rakovnícký kraj, České království              | královské krajské město                               |  |
| 64     | Cvikov                       | 3 562    | Boleslavský kraj, České království             |                                                       |  |
| 65     | Bruntál                      | 3 560    | Olomoucký kraj, Moravské markrabství           | královské město                                       |  |
| 66     | Turnov                       | 3 550    | Boleslavský kraj, České království             |                                                       |  |
| 67     | Jaroměř                      | 3 546    | Hradecký kraj, České království                | královské věnné město                                 |  |
| 68     | Telč                         | 3 545    | Jihlavský kraj, Moravské markrabství           |                                                       |  |
| 69     | Uherský Brod                 | 3 545    | Hradišťský kraj, Moravské markrabství          | královské město                                       |  |
| 70     | Nové Město na Moravě         | 3 531    | Olomoucký kraj, Moravské markrabství           |                                                       |  |
| 71     | Pardubice                    | 3 526    | Chrudimský kraj, České království              |                                                       |  |
| 72     | Ivančice                     | 3 519    | Znojemský kraj, Moravské markrabství           | královské město                                       |  |
| 73     | Odry                         | 3 495    | Opavský kraj, Slezské vévodství                |                                                       |  |
| 74     | Humpolec                     | 3 491    | Čáslavský kraj, České království               |                                                       |  |
| 75     | Svitavy                      | 3 479    | Olomoucký kraj, Moravské markrabství           |                                                       |  |
| 76     | Fulnek                       | 3 450    | Přerovský kraj, Moravské markrabství           |                                                       |  |
| 77     | Kynšperk nad Ohří            | 3 439    | Loketský kraj, České království                |                                                       |  |
| 78     | Litovel                      | 3 436    | Olomoucký kraj, Moravské markrabství           | královské město                                       |  |
| 79     | Čáslav                       | 3 379    | Čáslavský kraj, České království               | královské krajské město                               |  |
| 80     | Frýdek                       | 3 267    | Těšínský kraj, Slezské vévodství               |                                                       |  |
| 81     | Tábor                        | 3 264    | Táborský kraj, České království                |                                                       |  |
| 82     | Šluknov                      | 3 258    | Litoměřický kraj, České království             |                                                       |  |
| 83     | Kadaň                        | 3 228    | Žatecký kraj, České království                 | královské město                                       |  |
| 84     | Skuteč                       | 3 224    | Chrudimský kraj, České království              |                                                       |  |
| 85     | Stříbro (okres Tachov)       | 3 176    | Plzeňský kraj, České království                | královské město                                       |  |
| 86     | Pelhřimov                    | 3 161    | Táborský kraj, České království                | královské město                                       |  |
| 87     | Vyškov                       | 3 159    | Brněnský kraj, Moravské markrabství            |                                                       |  |
| 88     | Litoměřice                   | 3 154    | Litoměřický kraj, České království             | královské krajské město                               |  |
| 89     | Roudnice nad Labem           | 3 145    | Rakovnický kraj, České království              |                                                       |  |
| 90     | Chotěboř                     | 3 110    | Čáslavský kraj, České království               |                                                       |  |
| 91     | Vejprty                      | 3 106    | Loketský kraj, České království                |                                                       |  |
| 92     | Vítkov                       | 3 084    | Opavský kraj, Slezské vévodství                |                                                       |  |
| 93     | Frýdlant                     | 3 057    | Boleslavský kraj, České království             |                                                       |  |
| 94     | Karlovy Vary                 | 3 051    | Loketský kraj, České království                | královské město                                       |  |
| 95     | Slavkov u Brna               | 3 034    | Brněnský kraj, Moravské markrabství            |                                                       |  |
| 96     | Hořice                       | 2 985    | Bydžovský kraj, České království               |                                                       |  |
| 97     | Hodonín                      | 2 958    | Brněnský kraj, Moravské markrabství            | královské město                                       |  |
| 98     | Zábřeh                       | 2 952    | Olomoucký kraj, Moravské markrabství           |                                                       |  |
| 99     | Vrchlabí                     | 2 924    | Bydžovský kraj, České království               |                                                       |  |
| 100    | Bzenec                       | 2 921    | Hradišťský kraj, Moravské markrabství          | královské město                                       |  |
| 100    | Jevíčko                      | 2 921    | Olomoucký kraj, Moravské markrabství           | královské město                                       |  |

## Seznam měst v českých zemích podle sčítání lidu k 31. 10. 1857
| Pořadí | Město                        | Obyvatel | historicko-územní zařazení                   | Poznámka                                                                  |
| ------ | ---------------------------- | -------- | -------------------------------------------- | ------------------------------------------------------------------------- |
| 1      | královské hlavní město Praha | 142 588  | Pražský kraj, České království               | královské hlavní město, od 1. května 1850 statutární město                |
| 2      | Brno                         | 58 809   | Brněnský kraj, Moravské markrabství          |                                                                           |
| 3      | Liberec                      | 18 854   | Boleslavský kraj, České království           | od 21. prosince 1850 statutární město                                     |
| 4      | Jihlava                      | 17 427   | Jihlavský kraj, Moravské markrabství         |                                                                           |
| 5      | České Budějovice             | 14 811   | Budějovický kraj, České království           |                                                                           |
| 6      | Plzeň                        | 14 269   | Plzeňský kraj, České království              |                                                                           |
| 7      | Olomouc                      | 13 997   | Olomoucký kraj, Moravské markrabství         | královské město, od roku 1850 statutární město                            |
| 8      | Opava                        | 13 861   | Slezské vévodství                            | královské hlavní město Slezského vévodství, od roku 1850 statutární město |
| 9      | Kutná Hora                   | 12 727   | Čáslavský kraj, České království             |                                                                           |
| 10     | Šternberk                    | 12 665   | Olomoucký kraj, Moravské markrabství         |                                                                           |
| 11     | Prostějov                    | 12 542   | Olomoucký kraj, Moravské markrabství         |                                                                           |
| 12     | Karlín                       | 12 048   | Pražský kraj, České království               |                                                                           |
| 13     | Varnsdorf                    | 11 997   | Litoměřický kraj, České království           |                                                                           |
| 14     | Cheb                         | 11 012   | Chebský kraj, České království               |                                                                           |
| 15     | Smíchov                      | 9 147    | Pražský kraj, České království\|             |                                                                           |
| 16     | Kroměříž                     | 9 110    | Hradištský kraj, Moravské markrabství\|      |                                                                           |
| 17     | Frýdek                       | 8 997    | Slezské vévodství                            |                                                                           |
| 18     | Mikulov                      | 8 732    | Znojemský kraj, Moravské markrabství         |                                                                           |
| 19     | Bílsko                       | 8 699    | Slezské vévodství                            |                                                                           |
| 20     | Znojmo                       | 8 675    | Znojemský kraj, Moravské markrabství         |                                                                           |
| 21     | Česká Lípa                   | 8 442    | Litoměřický kraj, České království           |                                                                           |
| 22     | Písek                        | 8 178    | Písecký kraj, České království               |                                                                           |
| 23     | Rumburk                      | 8 175    | Litoměřický kraj, České království           |                                                                           |
| 24     | Těšín                        | 8 142    | Slezské vévodství                            |                                                                           |
| 25     | Horní Rokytnice              | 7 918    | Jičínský kraj, České království              | vesnice                                                                   |
| 26     | Nový Jičín                   | 7 907    | Novojičínský kraj, Moravské markrabství      |                                                                           |
| 27     | Mladá Boleslav               | 7 779    | Boleslavský kraj, České království           |                                                                           |
| 28     | Kolín                        | 7 727    | Čáslavský kraj, České království             |                                                                           |
| 29     | Starý Jiříkov                | 7 717    | Litoměřický kraj, České království           |                                                                           |
| 30     | Chrudim                      | 7 704    | Chrudimský kraj, České království            |                                                                           |
| 31     | Žatec                        | 7 674    | Žatecký kraj, České království               |                                                                           |
| 32     | Příbram                      | 7 665    | Pražský kraj, České království               |                                                                           |
| 33     | Lázně Kynžvart               | 7 494    | Chebský kraj, České království               |                                                                           |
| 34     | Litoměřice                   | 7 488    | Litoměřický kraj, České království           |                                                                           |
| 35     | Aš                           | 7 420    | Chebský kraj, České království               | městys                                                                    |
| 36     | Klatovy                      | 7 382    | Plzeňský kraj, České království              |                                                                           |
| 37     | Jindřichův Hradec            | 7 302    | Budějovický kraj, České království           |                                                                           |
| 38     | Litomyšl                     | 7 087    | Chrudimský kraj, České království            |                                                                           |
| 39     | Ústí nad Labem               | 6 956    | Litoměřický kraj, České království           |                                                                           |
| 40     | Teplice                      | 6 854    | Litoměřický kraj, České království           |                                                                           |
| 41     | Pardubice                    | 6 714    | Chrudimský kraj, České království            |                                                                           |
| 42     | Šumperk                      | 6 651    | Olomoucký kraj, Moravské markrabství         |                                                                           |
| 43     | Krnov                        | 6 618    | Slezské vévodství                            |                                                                           |
| 44     | Domažlice                    | 6 382    | Plzeňský kraj, České království              |                                                                           |
| 45     | Slaný                        | 6 220    | Pražský kraj, České království               |                                                                           |
| 46     | Český Krumlov                | 6 098    | Budějovický kraj, České království           |                                                                           |
| 47     | Třebíč                       | 6 084    | Jihlavský kraj, Moravské markrabství         |                                                                           |
| 48     | Hranice (okres Přerov)       | 5 970    | Novojičínský kraj, Moravské markrabství      |                                                                           |
| 49     | Chomutov                     | 5 933    | Žatecký kraj, České království               |                                                                           |
| 50     | Nový Malín                   | 5 909    | Novojičínský kraj, Moravské markrabství      |                                                                           |
| 51     | Kraslice                     | 5 786    | Chebský kraj, České království               |                                                                           |
| 52     | Jičín                        | 5 715    | Jičínský kraj, České království              |                                                                           |
| 53     | Jáchymov                     | 5 641    | Chebský kraj, České království               |                                                                           |
| 54     | Bruntál                      | 5 519    | Slezské vévodství                            |                                                                           |
| 55     | Kladno                       | 5 499    | Pražský kraj, České království               |                                                                           |
| 56     | Krásná Lípa                  | 5 472    | Litoměřický kraj, České království           | městys                                                                    |
| 57     | Přerov                       | 5 419    | Olomoucký kraj, Moravské markrabství         |                                                                           |
| 58     | Čáslav                       | 5 396    | Čáslavský kraj, České království             |                                                                           |
| 59     | Dvůr Králové nad Labem       | 5 370    | Hradecký kraj, České království              |                                                                           |
| 60     | Vysoké Mýto                  | 5 369    | Chrudimský kraj, České království\|          |                                                                           |
| 61     | Tábor                        | 5 225    | Táborský kraj, České království              |                                                                           |
| 62     | Křižanov                     | 5 151    | Jihlavský kraj, Moravské markrabství         | Městys                                                                    |
| 63     | Polná                        | 5 143    | Čáslavský kraj, České království             |                                                                           |
| 64     | Nový Bydžov                  | 5 123    | Jičínský kraj, České království              |                                                                           |
| 65     | Svitavy                      | 5 095    | Brněnský kraj, Moravské markrabství          |                                                                           |
| 66     | Hradec Králové               | 5 061    | Hradecký kraj, České království              |                                                                           |
| 67     | Mikulášovice                 | 5 048    | Litoměřický kraj, České království           | vesnice                                                                   |
| 68     | Most                         | 4 984    | Žatecký kraj, České království               |                                                                           |
| 69     | Velké Meziříčí               | 4 961    | Jihlavský kraj, Moravské markrabství         |                                                                           |
| 70     | Krajková                     | 4 845    | Chebský kraj, České království               |                                                                           |
| 71     | Lanškroun                    | 4 821    | Chrudimský kraj, České království            |                                                                           |
| 72     | Moravská Třebová             | 4 814    | Brněnský kraj, Moravské markrabství          |                                                                           |
| 73     | Jirkov                       | 4 766    | Žatecký kraj, České království               |                                                                           |
| 74     | Strážnice (okres Hodonín)    | 4 738    | Hradištský kraj, Moravské markrabství        |                                                                           |
| 75     | Rýmařov                      | 4 733    | Olomoucký kraj, Moravské markrabství         |                                                                           |
| 76     | Vrchlabí                     | 4 712    | Jičínský kraj, České království              |                                                                           |
| 77     | Jaroměř                      | 4 695    | Hradecký kraj, České království              |                                                                           |
| 78     | Rychnov nad Kněžnou          | 4 636    | Hradecký kraj, České království              |                                                                           |
| 79     | Staré Křečany                | 4 603    | Litoměřický kraj, České království           | vesnice                                                                   |
| 80     | Strakonice                   | 4 586    | Písecký kraj, České království               |                                                                           |
| 81     | Horní Litvínov               | 4 572    | Žatecký kraj, České království               |                                                                           |
| 82     | Jablonec nad Nisou           | 4 553    | Boleslavský kraj, České království           | městys                                                                    |
| 83     | Mimoň                        | 4 539    | Boleslavský kraj, České království           |                                                                           |
| 84     | Česká Třebová                | 4 513    | Chrudimský kraj, České království            |                                                                           |
| 85     | Humpolec                     | 4 506    | Čáslavský kraj, České království             |                                                                           |
| 86     | Hořice                       | 4 502    | Jičínský kraj, České království              |                                                                           |
| 87     | Nové Město na Moravě         | 4 498    | Olomoucký kraj, Moravské markrabství         |                                                                           |
| 88     | Turnov                       | 4 418    | Boleslavský kraj, České království           |                                                                           |
| 89     | Příbor                       | 4 414    | Novojičínský kraj, Moravské markrabství      |                                                                           |
| 90     | Karlovy Vary                 | 4 384    | Chebský kraj, České království               |                                                                           |
| 91     | Cvikov                       | 4 329    | Litoměřický kraj, České království           |                                                                           |
| 92     | Kadaň                        | 4 288    | Žatecký kraj, České království               |                                                                           |
| 93     | Holice                       | 4 276    | Chrudimský kraj, České království            |                                                                           |
| 94     | Frýdlant                     | 4 259    | Boleslavský kraj, České království           |                                                                           |
| 95     | Chrást nad Sázavou           | 4 221    | Chrudimský kraj, České království            |                                                                           |
| 96     | Zlaté Hory                   | 4 178    | Slezské vévodství                            |                                                                           |
| 97     | Vejprty                      | 4 160    | Žatecký kraj, České království               |                                                                           |
| 98     | Moravská Ostrava             | 4 127    | Novojičínský kraj, Moravské markrabství      |                                                                           |
| 99     | Hazlov                       | 4 111    | Chebský kraj, České království               | vesnice                                                                   |
| 100    | Šluknov                      | 4 086    | Litoměřický kraj, České království           |                                                                           |
| 101    | Třešť                        | 4 064    | Jihlavský kraj, Moravské markrabství\|městys |                                                                           |
| 102    | Svatava                      | 4 049    | Chebský kraj, České království               | vesnice                                                                   |
| 103    | Heřmanův Městec              | 4 039    | Chrudimský kraj, České království            |                                                                           |
| 104    | Polička                      | 4 028    | Chrudimský kraj, České království            |                                                                           |
| 105    | Telč                         | 4 021    | Jihlavský kraj, Moravské markrabství         |                                                                           |
| 106    | Libina                       | 4 019    | Olomoucký kraj, Moravské markrabství         | městys                                                                    |
| 107    | Beroun                       | 4 010    | Pražský kraj, České království               |                                                                           |
| 108    | Vodňany                      | 3 986    | Písecký kraj, České království               |                                                                           |
| 109    | Vyškov                       | 3 973    | Brněnský kraj, Moravské markrabství          |                                                                           |
| 110    | Havlíčkův Brod               | 3 966    | Čáslavský kraj, České království             |                                                                           |
| 111    | Nová Paka                    | 3 964    | Jičínský kraj, České království              |                                                                           |
| 112    | Ústí nad Orlicí              | 3 941    | Chrudimský kraj, České království            |                                                                           |

## Seznam největších měst v českých zemích podle sčítání lidu v roce 1880
V případě měst, kde v té době většinu tvořili Němci, příp. německojazyční Židé, je uveden i tehdejší německý název.
| Pořadí | Město                              | Obyvatel | historicko-územní zařazení |
| ------ | ---------------------------------- | -------- | -------------------------- |
| 1      | královské hlavní město Praha       | 162 323  | České království           |
| 2      | Brno (Brünn)                       | 82 660   | Moravské markrabství       |
| 3      | Plzeň                              | 38 883   | České království           |
| 4      | Liberec (Reichenberg)              | 28 090   | České království           |
| 5      | Smíchov                            | 24 984   | České království           |
| 6      | České Budějovice (Budweis)         | 23 845   | České království           |
| 7      | Jihlava (Iglau)                    | 22 378   | Moravské markrabství       |
| 8      | Žižkov                             | 21 212   | České království           |
| 9      | Opava (Troppau)                    | 20 562   | Slezské vévodství          |
| 10     | Olomouc (Olmütz)                   | 20 176   | Moravské markrabství       |
| 11     | Prostějov                          | 18 417   | Moravské markrabství       |
| 12     | Karlín                             | 17 250   | České království           |
| 13     | Cheb (Eger)                        | 17 148   | České království           |
| 14     | Ústí nad Labem (Außig an der Elbe) | 16 524   | České království           |
| 15     | Varnsdorf (Warnsdorf)              | 15 162   | České království           |
| 16     | Teplice (Teplitz)                  | 14 841   | České království           |
| 17     | Královské Vinohrady                | 14 831   | České království           |
| 18     | Šternberk (Sternebrg)              | 14 243   | Moravské markrabství       |
| 19     | Kladno                             | 14 085   | České království           |
| 20     | Moravská Ostrava                   | 13 448   | Moravské markrabství       |

## Seznam největších měst v českých zemích podle sčítání lidu v roce 1890
| Pořadí | Město                        | Obyvatel | historicko-územní zařazení |
| ------ | ---------------------------- | -------- | -------------------------- |
| 1      | královské hlavní město Praha | 182 530  | České království           |
| 2      | Brno (Brünn)                 | 94 462   | Moravské markrabství       |
| 3      | Plzeň                        | 50 221   | České království           |
| 4      | Žižkov                       | 41 236   | České království           |
| 5      | Královské Vinohrady          | 34 531   | České království           |
| 6      | Smíchov                      | 32 646   | České království           |
| 7      | Liberec                      | 30 890   | České království           |
| 8      | České Budějovice             | 28 491   | České království           |
| 9      | Jihlava                      | 23 716   | Moravské markrabství       |
| 10     | Ústí nad Labem               | 23 646   | České království           |
| 11     | Opava                        | 22 867   | Slezské vévodství          |
| 12     | Olomouc                      | 19 761   | Moravské markrabství       |
| 13     | Karlín                       | 19 540   | České království           |
| 14     | Prostějov                    | 19 512   | Moravské markrabství       |
| 15     | Moravská Ostrava             | 19 243   | Moravské markrabství       |
| 16     | Cheb                         | 18 658   | České království           |
| 17     | Warnsdorf                    | 18 268   | České království           |
| 18     | Teplice                      | 17 526   | České království           |
| 19     | Kladno                       | 17 215   | České království           |
| 20     | Aš                           | 15 557   | České království           |

## Seznam měst v českých zemích podle sčítání lidu k 31. 12. 1910
| Pořadí | Město                        | Obyvatel | historicko-územní zařazení | Poznámka                                                                     |
| ------ | ---------------------------- | -------- | -------------------------- | ---------------------------------------------------------------------------- |
| 1      | královské hlavní město Praha | 223 741  | České království           | královské hlavní město, od 1. května 1850 statutární město                   |
| 2      | Brno                         | 125 737  | Moravské markrabství       | královské hlavní město Moravského markrabství, od roku 1850 statutární město |
| 3      | Plzeň                        | 80 445   | České království           | královské město                                                              |
| 4      | Královské Vinohrady          | 77 120   | České království           |                                                                              |
| 5      | Žižkov                       | 72 173   | České království           |                                                                              |
| 6      | Smíchov                      | 51 791   | České království           |                                                                              |
| 7      | České Budějovice             | 44 538   | České království           | královské město                                                              |
| 8      | Ústí nad Labem               | 39 301   | České království           | královské město                                                              |
| 9      | Moravská Ostrava             | 36 754   | Moravské markrabství       |                                                                              |
| 10     | Liberec                      | 36 350   | České království           | od 21. prosince 1850 statutární město                                        |
| 11     | Nusle                        | 30 874   | České království           |                                                                              |
| 12     | Opava                        | 30 762   | Slezské vévodství          | královské hlavní město Slezského vévodství, od roku 1850 statutární město    |
| 13     | Prostějov                    | 30 077   | Moravské markrabství       |                                                                              |
| 14     | Jablonec nad Nisou           | 29 521   | České království           |                                                                              |
| 15     | Teplice-Šanov                | 26 777   | České království           |                                                                              |
| 16     | Cheb                         | 26 682   | České království           | královské město                                                              |
| 17     | Jihlava                      | 25 914   | Moravské markrabství       | královské horní město                                                        |
| 18     | Most                         | 25 692   | České království           |                                                                              |
| 19     | Vršovice                     | 24 646   | České království           |                                                                              |
| 20     | Karlín                       | 24 230   | České království           |                                                                              |
| 21     | Varnsdorf                    | 23 220   | České království           |                                                                              |
| 22     | Vítkovice (Ostrava)          | 23 151   | Moravské markrabství       |                                                                              |
| 23     | Slezská Ostrava              | 22 892   | Slezské vévodství          |                                                                              |
| 24     | Těšín                        | 22 489   | Slezské vévodství          |                                                                              |
| 25     | Olomouc                      | 22 245   | Moravské markrabství       | královské město, od roku 1850 statutární město                               |
| 26     | Aš                           | 21 880   | České království           |                                                                              |
| 27     | Pardubice                    | 20 419   | České království           |                                                                              |
| 28     | Přerov                       | 20 300   | Moravské markrabství       |                                                                              |
| 29     | Kladno                       | 19 369   | České království           |                                                                              |
| 30     | Chomutov                     | 19 129   | České království           |                                                                              |
| 31     | Znojmo                       | 18 825   | Moravské markrabství       | v letech 1867–1928 statutární město                                          |
| 32     | Bílsko                       | 18 568   | Slezské vévodství          | od roku 1869 statutární město                                                |
| 33     | Karlovy Vary                 | 17 446   | České království           |                                                                              |
| 34     | Žatec                        | 17 130   | České království           |                                                                              |
| 35     | Karviná                      | 16 808   | Slezské vévodství          |                                                                              |
| 36     | Krnov                        | 16 681   | Slezské vévodství          |                                                                              |
| 37     | Kroměříž                     | 16 528   | Moravské markrabství       | v letech 1870–1928 statutární město                                          |
| 38     | Kolín                        | 16 470   | České království           | královské město                                                              |
| 39     | Přívoz                       | 16 462   | Moravské markrabství       |                                                                              |
| 40     | Mladá Boleslav               | 16 337   | České království           |                                                                              |
| 41     | Trutnov                      | 16 106   | České království           |                                                                              |
| 42     | Kutná Hora                   | 15 542   | České království           | královské horní město                                                        |
| 43     | Písek                        | 15 499   | České království           |                                                                              |
| 44     | Litoměřice                   | 15 421   | České království           |                                                                              |
| 45     | Trnovany (Teplice)           | 15 086   | České království           |                                                                              |
| 46     | Dvůr Králové nad Labem       | 15 051   | České království           |                                                                              |
| 47     | Šternberk                    | 14 601   | Moravské markrabství       |                                                                              |
| 48     | Klatovy                      | 14 387   | České království           |                                                                              |
| 49     | Židenice                     | 15 086   | Moravské markrabství       |                                                                              |
| 50     | Nový Jičín                   | 13 859   | Moravské markrabství       |                                                                              |

Ve Vídni bylo k 31. 12. 1910 přítomno 255 869 osob narozených v Českém království. V americkém Chicagu se pak ve stejném roce k českému či moravskému mateřskému jazyku přihlásilo 110 736 tamních obyvatel.

## Seznam největších měst v českých zemích podle sčítání lidu v roce 1921
| Pořadí | Město              | Obyvatel | historicko-územní zařazení |
| ------ | ------------------ | -------- | -------------------------- |
| 1      | Hlavní město Praha | 676 657  | Země Česká                 |
| 2      | Brno               | 221 758  | Země Moravská              |
| 3      | Moravská Ostrava   | 113 709  | Země Moravská              |
| 4      | Plzeň              | 88 416   | Země Česká                 |
| 5      | Olomouc            | 57 206   | Země Moravská              |
| 6      | České Budějovice   | 44 022   | Země Česká                 |
| 7      | Ústí nad Labem     | 39 830   | Země Česká                 |
| 8      | Liberec            | 34 985   | Země Česká                 |
| 9      | Opava              | 33 457   | Země Slezská               |
| 10     | Prostějov          | 31 092   | Země Moravská              |
| 11     | Teplice-Šanov      | 28 892   | Země Česká                 |
| 12     | Jihlava            | 28 179   | Země Moravská              |
| 13     | Cheb               | 27 524   | Země Česká                 |
| 14     | Most               | 27 239   | Země Česká                 |
| 15     | Jablonec nad Nisou | 26 929   | Země Česká                 |
| 16     | Pardubice          | 25 162   | Země Česká                 |
| 17     | Slezská Ostrava    | 22 890   | Země Slezská               |
| 18     | Přerov             | 21 416   | Země Moravská              |
| 19     | Znojmo             | 21 197   | Země Moravská              |
| 20     | Krnov              | 21 129   | Země Slezská               |

## Seznam největších měst v českých zemích podle sčítání lidu v roce 1930
| Pořadí | Město              | Obyvatel | historicko-územní zařazení |
| ------ | ------------------ | -------- | -------------------------- |
| 1      | Hlavní město Praha | 848 823  | Země Česká                 |
| 2      | Brno               | 264 925  | Země Moravská              |
| 3      | Moravská Ostrava   | 125 304  | Země Moravská              |
| 4      | Plzeň              | 114 704  | Země Česká                 |
| 5      | Olomouc            | 66 440   | Země Moravská              |
| 6      | Ústí nad Labem     | 43 793   | Země Česká                 |
| 7      | České Budějovice   | 43 788   | Země Česká                 |
| 8      | Liberec            | 38 568   | Země Česká                 |
| 9      | Opava              | 36 030   | Země Slezská               |
| 10     | Jablonec nad Nisou | 33 958   | Země Česká                 |
| 11     | Prostějov          | 33 481   | Země Moravská              |
| 12     | Chomutov           | 33 279   | Země Česká                 |
| 13     | Cheb               | 31 546   | Země Česká                 |
| 14     | Jihlava            | 31 028   | Země Moravská              |
| 15     | Teplice-Šanov      | 30 799   | Země Česká                 |
| 16     | Pardubice          | 28 846   | Země Česká                 |
| 17     | Most               | 28 212   | Země Česká                 |
| 18     | Znojmo             | 22 855   | Země Moravská              |
| 19     | Karlovy Vary       | 23 901   | Země Česká                 |
| 20     | Krnov              | 23 464   | Země Slezská               |

## Seznam měst v Čechách dle soupisu poddaných podle víry z roku 1651
Soupis poddaných podle víry z roku 1651 je prvním pokusem státní moci sepsat veškeré obyvatelstvo v Čechách. Obsahuje seznamy svobodných a poddaných obyvatel ve městech a vesnicích. Nebylo ujednoceno, od kdy se do Soupisu zaznamenávaly děti. Někdy jsou zachyceny všechny, jindy až od jednoho nebo dvou let a občas také od devíti nebo dvanácti. Soupis byl vypracován pro všech tehdejších 14 krajů nedochoval se však pro všechny kraje. (chybí například Litoměřicko a Prácheňsko zároveň několik měst a panství nestihlo soupis vyhotovit v šestitýdenní lhůtě např. Kutná Hora, České Budějovice, Plzeň, Polná, Klatovy, Domažlice...) Soupis jasně zachycuje obrovský úbytek obyvatel krátce po 30leté válce i přes neúplnost je velmi cenným zdrojem.
| Město                                           | Obyvatel | zdroj:                           | sčítáné části | sčítáno od věku: |
| ----------------------------------------------- | -------- | -------------------------------- | --- | ---------------- |
| Hradčany, Malá Strana, Staré Město a Nové Město | 26 000   | Kolik obyvatel měla Praha        | |                  |
| Cheb                                            | 5 300    | Historie obyvatelstva Chebu 1648 | |                  |
| Žatec                                           | 2 019    | SPPV 1651 Žatecko                | město Žatec + předměstí | vše              |
| Litomyšl                                        | 1 938    | SPPV 1651 Chrudimsko             | Při zámku Litomyšlském: 39, Ve dvoře Litomyšlském: 15, Město Litomyšle: 812, PŘEDMĚSTÍ HORNÍ: 395, PŘEDMĚSTÍ DOLNÍ: 175, Na předměstí zahrady: 177, Český a Německý předměstí: 89, Zahájí: 138, Předměstí Lány: 98 | od 11 let        |
| Hradec Králové                                  | 1 746    | SPPV 1651 Hradecko-Bydžovsko     | město:1258, předměstí 447, Šosovníci vně z města: 41, | vše              |
| Liberec                                         | 1 730    | SPPV 1651 Boleslavsko            | při zámku: 71, město: 1653, mlýn: 6 | vše              |
| Havlíčkův Brod                                  | 1 709    | SPPV 1651 Čáslavsko              | město Brod Německý: 1098, horní předměstí: 103, Na Karlově mezi vodami: 194, Dolní předměstí: 291, Dům kázně: 5, Špital: 8, Lidé chudí: 10 | vše              |
| Chrudim                                         | 1 645    | SPPV 1651 Chrudimsko             | | od 12 let        |
| Chomutov                                        | 1 598    | SPPV 1651 Žatecko                | | vše              |
| Český Krumlov                                   | 1 558    | SPPV 1651 Bechyňsko              | město: 1108, zámek: 422, klášter: 28 | od 11 let        |
| Rychnov nad Kněžnou                             | 1 499    | SPPV 1651 Hradecko-Bydžovsko     | při zámku: 40, při frauencymeře: 8, Při mlejně nad zámkem: 8, v městě Rychnově: 1153, Ve mlejně obecním: 4, Ve mlejně Cechu soukenického: 7, V valchovnách: 11, Služebníci obecní a najemníci: 83, V špitále chudí lidé: 15, židé: 113, Chalupníci Habrovští k městu náležející: 57 | vše              |
| Vysoké Mýto                                     | 1 288    | SPPV 1651 Chrudimsko             | | od 2 let         |
| Ledeč nad Sázavou                               | 1 164    | SPPV 1651 Čáslavsko              | bei dem schloss Ledetsch: 57, bei dem Breühaus: 24, stadt Ledetsch: 302, in Gemeinhaus: 304, Im Haus des Georgen Trziebechowsky: 393, In Gemein Patthaus In spittalhaus: 13, In den Spittalhaus: 5, In dem dritten Spital: 5, Im Spittal bei dem Pfahrof: 13, Spittalhaus bei H. Dreyfaltigkeit: 12, In Spittal: 13, In der Schuell: 13, Gemein Meierhof: 2, Auf dem Thor: 4, Im Hürthaus: 4, | vše              |
| Lanškroun                                       | 1 149    | SPPV 1651 Chrudimsko             | při zámku Lanškrounském: 47, Při pivovaře J.M.Kn.: 4, dvůr J.Kn.M. Lanškrounský: 12, V městě Lanškrouně: 1048, Ve dvoře špitálskym: 10, Ve mlejně špitálskym: 4, V špitále Lanškrounským: 14, V mlejních J.M.Kn. při městě Lanškrouně: 10 | od 11 let        |
| Dvůr Králové nad Labem                          | 1 133    | SPPV 1651 Hradecko-Bydžovsko     | V městě: 381, Chalupníci při zdech: 26, V sirotčí kovárně: 35, Na předměstí chalupníci a zahradníci: 448, Podruzi mimo napřed zaznamenány na podměstí: 222, Ve špitále chudí lidé: 5, Branný:16 | vše              |
| Most                                            | 1 057    | SPPV 1651 Žatecko                | | vše              |
| Kolín                                           | 1 056    | SPPV 1651 Kouřimsko              | V městě Novém Kolíně nad Labem: 529, Předměstí zalabské: 70, Horské předměstí: 69, Kouřimské předměstí: 23, Pražské předměstí: 37, V obecním dvoře slově špitálskym: 6, V mlejně obecnim podskalským: 8, Ve mlejně obecnim hrobskym: 1, Židovská ulice ve městě: 271, V zámku J.M.Cz. kolínském: 22, Ve mlejně podzámeckém: 6, Ve dvoře Kolínském: 14                                         | vše              |
| Frýdlant                                        | 1 014    | SPPV 1651 Boleslavsko            | Zámek: 77, Město: 937 | vše              |
| Louny                                           | 959      | SPPV 1651 Žatecko                | | vše              |
| Třebechovice pod Orebem                         | 931      | SPPV 1651 Hradecko-Bydžovsko     | Ve mlejně Třebechovském: 2, město Třebechovice: 929 | vše              |
| Žlutice                                         | 901      | SPPV 1651 Žatecko                | V zámku Žlutickém: 58, Ve dvoře panském Žlutickém: 25, V domě J.M.p. paní v městě Žluticích: 6, město: 775, mlynáři magistrátu žlutickému náležející: 37 | vše              |
| Pardubice                                       | 872      | SPPV 1651 Chrudimsko             | Zámek J. M. Císařské Pardubský: 66, město Pardubice: 806 | od 7 let         |
| Sokolov                                         | 869      | SPPV 1651 Loketsko               | | vše              |
| Tábor                                           | 851      | SPPV 1651 Bechyňsko              | město: 842, Vyznamenání žákovstva školního: 5, Vyznamenání osob v špitále zůstávajících: 4 | od 11 let        |
| Nový Bydžov                                     | 809      | SPPV 1651 Hradecko-Bydžovsko     | Ze stavu Rytířského: 31, Ze stavu městského, nájemnického, podružského: 605, Sousedé nájemníci, podruzi a na podměstí: 173 | vše              |
| Třeboň                                          | 792      | SPPV 1651 Bechyňsko              | zámek Třeboňský: 76, Při pivovaře zámeckým: 38, Na pavlačích zámeckých: 4, V Cajkhause: 10, V bráně sviněnský: 26, Nový mlejn Týž města: 5, Na zámecký pazderně: 5, Bašta zámecké na sádkách: 3, Bašta rožumberská: 3, Bašta na Vdovci: 3, Bašta na nový řece: 3, město Třeboň: 522, Třeboňský klášter: 94                                                                                    | od 6 let         |
| Rokycany                                        | 780      | SPPV 1651 Plzeňsko-Klatovsko     | město: 671, Ve škole nacházející se správcové s manželkami a dětmi: 19, předměstí Pátek: 76, předměstí Na Kameni: 14 | vše              |
| Jaroměř                                         | 761      | SPPV 1651 Hradecko-Bydžovsko     | | od 11 let        |
| Turnov                                          | 756      | SPPV 1651 Boleslavsko            | | od 11 let        |
| Jirkov                                          | 717      | SPPV 1651 Žatecko                | | od 6 let         |
| Trutnov                                         | 670      | SPPV 1651 Hradecko-Bydžovsko     | In Trauttenau: 339, Nieder Vorstadt: 152, Ober Vorstadt: 179, | od 12 let        |
| Poděbrady                                       | 669      | SPPV 1651 Hradecko-Bydžovsko     | zámek: 41, Při pivovaře: 8, při mlejně: 11, Ve dvoře Poděbradském: 16, město 593 | vše              |
| Kostelec nad Orlicí                             | 658      | SPPV 1651 Hradecko-Bydžovsko     | zámek: 26, Ve špitále panským: 50, ve městě: 582 | od 12 let        |
| Polička                                         | 651      | SPPV 1651 Chrudimsko             | město: 475, předměstí: 176 | od 12 let        |
| Choceň městys                                   | 641      | SPPV 1651 Chrudimsko             | V zámku Choceňském: 22, V pivovaře choceňském Jeho Excelencí hraběcím: 5, V kovárni panské: 2, Ve dvoře Choceňském: 7, Ve mlejně Choceňském: 6, V domě manželky mé při městě Chocni: 5, V městys Chocni na Vorlicí: 594 | od 11 let        |
| Čáslav                                          | 630      | SPPV 1651 Čáslavsko              | město: 432, předměstí: 198 | od 10 let        |
| Náchod                                          | 599      | SPPV 1651 Hradecko-Bydžovsko     | Při zámku: 59, Dvůr pod zámkem: 6, Mlejn Velký Náchodský: 6, město: 358, k šosu města přináležející lid selský: 170 | od 1 roku        |
| Týn nad Vltavou                                 | 575      | SPPV 1651 Bechyňsko              | V městě: 8, Dvůr tejnský: 10, V solnici J.M.C.: 5, Officiales školní: 13, V špitale: 4, Starý město: 205, Nové město: 264, Podruzi na poněšického chalupách: 20, Malá Strana: 46 | od 6 let         |
| Nové Město nad Metují                           | 555      | SPPV 1651 Hradecko-Bydžovsko     | Při zámku: 45, V městě: 181, Na předměstí krajském v Chaloupkách: 131, Na podměstí horském v chaloupkách: 138, nájemníci: 51, V špitále: 9 | vše              |
| Stříbro (okres Tachov)                          | 535      | SPPV 1651 Plzeňsko-Klatovsko     | | od 12 let        |
| Skuteč                                          | 533      | SPPV 1651 Chrudimsko             | V městě Skutči: 518, podruzi ve Skutči: 8, Při špitále chudí jsou: 7 | od 12 let        |
| Loket (okres Sokolov)                           | 509      | SPPV 1651 Loketsko               | Elbogen In der stadt: 460, In der Vorstadt: 49 | od 13 let        |
| Lázně Kynžvart městys                           | 482      | SPPV 1651 Plzeňsko-Klatovsko     | Namen der Beambtenm, Leute und Dienstbotten: 29, Namen der Burger und Leute in dem Markt Königswarth: 453 | vše              |
| Opočno                                          | 474      | SPPV 1651 Hradecko-Bydžovsko     | Na zámku a při zámku Opočně lidé se nacházející a v povolání zůstávající: 126, Dvůr Opočenský: 19, Mlejn Opočenský: 8, město: 321 | vše              |
| Ústí nad Orlicí městys                          | 473      | SPPV 1651 Chrudimsko             | městys: 465, v mlejně J.Kn.M.: 8 | od 11 let        |
| Vyšší Brod městys                               | 465      | SPPV 1651 Bechyňsko              | Closter Hohenfurth: 33, Mairhof am Closter: 10, Harrenhaus im Marckt Hohenfurth: 3, Marckt Hohenfurth: 419 | od 11 let        |
| Lázně Bohdaneč městys                           | 463      | SPPV 1651 Chrudimsko             | | od 7 let         |
| Mimoň městys                                    | 460      | SPPV 1651 Boleslavsko            | Beim Schloss: 12, Beim Breuhaus: 22, Bei Stetel Niemess: 426 |                  |
| Chotěboř                                        | 447      | SPPV 1651 Čáslavsko              | Při zámku: 15, Při fraucimoru: 8, Dvůr Chotěbořský: 6, Město Chotěboř: 418 | od 12 let        |
| Hostinné                                        | 444      | SPPV 1651 Hradecko-Bydžovsko     | Stadt Ahrnaw: 258, Wohnende Leute im Rathauss: 186 | od 12 let        |
| Humpolec městys                                 | 442      | SPPV 1651 Čáslavsko              | Dvůr humpolecký 5, Městys Humpolec: 437 | od 8 let         |
| Chvalšiny městys                                | 436      | SPPV 1651 Bechyňsko              | | od 10 let        |
| Kouřim                                          | 402      | SPPV 1651 Kouřimsko              | | od 5 let         |
| Beroun                                          | 395      | SPPV 1651 Berounsko              | město: 181, obyvatele při městě a na předměstí zrodilí: 58, Přístavní při obci se zdržující: 20, U sousedův neb řemeslníkův čeleď: 15, čeleď služebná: 35, podruzi a ženy jich: 79, Slouha při obci: 3, Mistr polní: 4, | od 8 let         |
| Příbram                                         | 389      | SPPV 1651 Berounsko              | město 312, dvůr obecní: 19, Ve mlejně Doubkovském: 22, Ve mlejně Kolenáč: 36 | od 11 let        |